# Die neue Looney Tunes Show/Episodenliste
Diese Episodenliste enthält alle Episoden der US-amerikanischen Fernsehserie Die neue Looney Tunes Show. Zwischen 2015 und 2019 entstanden in drei Staffeln insgesamt 156 Episoden mit einer Länge von jeweils etwa 11 Minuten, wobei jede Episode in zwei Segmente unterteilt ist.

## Übersicht
| Staffel | Episodenanzahl | Erstveröffentlichung USA | Erstveröffentlichung USA | Deutschsprachige Erstausstrahlung | Deutschsprachige Erstausstrahlung |
| Staffel | Episodenanzahl | Staffelpremiere          | Staffelfinale            | Staffelpremiere                   | Staffelfinale                     |
| ------- | -------------- | ------------------------ | ------------------------ | --------------------------------- | --------------------------------- |
| 1       | 52             | 21. September 2015       | 8. Februar 2018          | 26. Dezember 2015                 | 30. November 2016                 |
| 2       | 52             | 8. Februar 2018          | 31. Januar 2019          | 11. September 2017                | 17. November 2018                 |
| 3       | 52             | 29. August 2019          | 30. Januar 2020          | 19. November 2018                 | 14. Juni 2019                     |

## Staffel 1
Die Erstveröffentlichung der ersten Staffel erfolgte durchmischt und unter dem Titel Wabbit. A Looney Tunes Prod. Die ersten 15 Folgen waren erstmals vom 21. September bis zum 22. Oktober 2015 auf dem Sender Cartoon Network zu sehen. Die Folgen 16 bis 19 wurden vom 9. bis zum 30. November 2015 auf Boomerang erstveröffentlicht. Die Folgen 20 bis 22 liefen erstmals vom 27. Februar bis zum 12. März 2016 auf Cartoon Network. Die Folgen 23 bis 26 erschienen erstmals am 26. April 2016 auf der DVD Wabbit. A Looney Tunes Prod. – Hare-Raising Tales, die mit den Folgen 1–26 die erste Hälfte der ersten Staffel enthält. Der Streaming-Dienst von Boomerang (Boomerang SVOD) veröffentlichte die zweite Hälfte der ersten Staffel am 21. Dezember 2017 (Folgen 27 bis 39) und am 8. Februar 2018 (Folgen 40 bis 52), wobei die Folge 44 schon am 30. November 2017 auf Boomerang und dessen Streaming-Dienst gesehen werden konnte. Die deutschsprachige Erstausstrahlung der ersten Staffel erfolgte unter dem Titel Bugs! Eine Looney Tunes Production und ebenfalls durchmischt vom 26. Dezember 2015 bis zum 30. November 2016 auf dem Sender Boomerang.
| Nr. (gesamt) | Nr. (Staffel) | Deutscher Titel                        | Originaltitel                        | Erstveröffentlichung USA | Deutschsprachige Erstausstrahlung | Charaktere                                                                    | Regie                     | Drehbuch                                             | Storyboard                 |
| ------------ | ------------- | -------------------------------------- | ------------------------------------ | ------------------------ | --------------------------------- | ----------------------------------------------------------------------------- | ------------------------- | ---------------------------------------------------- | -------------------------- |
| 1a           | 1a            | Bugs Buddha                            | Buddha Bugs                          | 21. Sep. 2015            | 26. Dez. 2015                     | Bugs Bunny, Yosemite Sam                                                      | Erik Kuska                | Erik Kuska & Jason Plapp                             | Dan Root                   |
| 1b           | 1b            | Zen oder die Kunst, Nüsse zu sammeln   | Now and Zen                          | 21. Sep. 2015            | 26. Dez. 2015                     | Bugs Bunny, Squeaks                                                           | Erik Kuska                | Roger Eschbacher                                     | Joseph Adams               |
| 2a           | 2a            | Bugs Undercover                        | The Inside Bugs                      | 21. Sep. 2015            | 26. Dez. 2015                     | Bugs Bunny, Yosemite Sam                                                      | Scott Bern                | Josie Campbell                                       | Rafael Rosado              |
| 2b           | 2b            | Eiszeit im Sun Valley                  | Sun Valley Freeze                    | 21. Sep. 2015            | 27. Dez. 2015                     | Bugs Bunny, Bigfoot, Hazmats, Grizzlybär                                      | Erik Kuska                | Richard Pursel                                       | Luke Brookshier            |
| 3a           | 3a            | Der gute Bugs und der Drache           | St. Bugs and the Dragon              | 22. Sep. 2015            | 27. Dez. 2015                     | Bugs Bunny, Squeaks, Sir Littlechin                                           | Scott Bern                | Kevin Fleming & Rob Janas                            | Michael Ruocco             |
| 3b           | 3b            | Das eine Blatt                         | Leaf It Alone                        | 22. Sep. 2015            | 2. Jan. 2016                      | Bugs Bunny, Squeaks, Wile E. Coyote                                           | Scott Bern                | John Davis Infantino                                 | Celia Kendrick             |
| 4a           | 4a            | Ein Bigfoot im Bett                    | The Bigfoot in Bed                   | 22. Sep. 2015            | 2. Jan. 2016                      | Bugs Bunny, Bigfoot                                                           | Scott Bern                | Erik Kuska                                           | David „Pez“ Hofmann        |
| 4b           | 4b            | Die Tücken des Internet                | World Wide Wabbit                    | 22. Sep. 2015            | 3. Jan. 2016                      | Bugs Bunny, Yosemite Sam                                                      | Scott Bern                | John Infantino                                       | Rafael Rosado              |
| 5a           | 5a            | Den Nüssen zuliebe                     | For the Love of Acorns               | 23. Sep. 2015            | 3. Jan. 2016                      | Bugs Bunny, Squeaks, Cal                                                      | Scott Bern                | Josie Campbell                                       | Joseph Adams               |
| 5b           | 5b            | Die Hasenpfote                         | The Game Is a Foot                   | 23. Sep. 2015            | 9. Jan. 2016                      | Bugs Bunny, Shameless O’Scanty                                                | Scott Bern                | Justin Becker & Steve Clemmons                       | Greg Araya                 |
| 6a           | 6a            | Der unheimliche Hase                   | The Grim Rabbit                      | 24. Sep. 2015            | 9. Jan. 2016                      | Bugs Bunny, Squeaks, Grim                                                     | Erik Kuska                | Erik Kuska                                           | Dan Root                   |
| 6b           | 6b            | Der Fiesling                           | The Wringer                          | 24. Sep. 2015            | 10. Jan. 2016                     | Bugs Bunny, Yosemite Sam                                                      | Scott Bern                | Thomas Krajewski                                     | Dan Root                   |
| 7a           | 7a            | Ein Hase im Weißen Haus                | White House Wabbit                   | 25. Sep. 2015            | 10. Jan. 2016                     | Bugs Bunny, Leslie                                                            | Sean Petrilak             | Bill Kopp                                            | Joseph Adams               |
| 7b           | 7b            | Bugs und der Barbar                    | Bugsbarian                           | 25. Sep. 2015            | 16. Jan. 2016                     | Bugs Bunny, Squeaks, Barbar, Krakos                                           | Jessica Borutski          | Matthew Craig                                        | Rafael Rosado              |
| 8a           | 8a            | Löwenprobleme                          | Not Lyin’ Lion                       | 28. Sep. 2015            | 16. Jan. 2016                     | Bugs Bunny, Squeaks, Thes                                                     | Sean Petrilak             | Miles Hindman & Derek Iversen                        | Erik Knutson               |
| 8b           | 8b            | Sommer, Sonne, Winter                  | Ice Ice Bunny                        | 28. Sep. 2015            | 17. Jan. 2016                     | Bugs Bunny, Winterhirsch, Weihnachtsmann                                      | Scott Bern                | Sean Godsey & Matthew Craig                          | Erik Knutson               |
| 9a           | 9a            | Ein Pokerabend                         | Wabbit’s Wild                        | 29. Sep. 2015            | 17. Jan. 2016                     | Bugs Bunny, Squeaks, Shifty                                                   | Scott Bern                | Kevin Kramer                                         | Michael Ruocco             |
| 9b           | 9b            | Der Kampf um den Gürtel                | All Belts Are Off                    | 29. Sep. 2015            | 23. Jan. 2016                     | Bugs Bunny, Yosemite Sam                                                      | Scott Bern                | Jason Plapp                                          | Dan Root                   |
| 10a          | 10a           | Der Hundetrainer                       | Wabbit’s Best Friend                 | 30. Sep. 2015            | 23. Jan. 2016                     | Bugs Bunny, Squeaks, Jack                                                     | Erik Kuska                | Richard Pursel                                       | Andy Gonsalves             |
| 10b          | 10b           | Der nervige Ex-Freund                  | Annoying Ex-Boydfriend               | 30. Sep. 2015            | 24. Jan. 2016                     | Bugs Bunny, Boyd                                                              | Sean Petrilak             | John Loy                                             | Dan Root                   |
| 11a          | 11a           | Schneckenpost                          | Bugs vs Snail                        | 1. Okt. 2015             | 24. Jan. 2016                     | Bugs Bunny, Foghorn Leghorn                                                   | Scott Bern                | Joey Clift                                           | Erik Knutson               |
| 11b          | 11b           | Der Kampf mit der Zahnfee              | To Catch a Fairy                     | 1. Okt. 2015             | 30. Jan. 2016                     | Bugs Bunny, Squeaks, Wile E. Coyote, Zahnfee                                  | Sean Petrilak             | Erik Kuska                                           | Celia Kendrick             |
| 12a          | 12a           | Der Gartenwettbewerb                   | Bugs in the Garden                   | 2. Okt. 2015             | 30. Jan. 2016                     | Bugs Bunny, Wile E. Coyote                                                    | Scott Bern                | Erik Kuska                                           | Joseph Adams               |
| 12b          | 12b           | Trau keiner Vogelscheuche              | Scarecrow                            | 2. Okt. 2015             | 31. Jan. 2016                     | Bugs Bunny, Squeaks                                                           | Scott Bern                | Mr. Lawrence & Matthew Craig                         | Amber Tornquist Hollinger  |
| 13a          | 13a           | Bugs und der Maler                     | Painter Paint Hare                   | 8. Okt. 2015             | 31. Jan. 2016                     | Bugs Bunny, Squeaks, Jack, Grizzlybär                                         | Erik Kuska                | Erik Kuska                                           | Michael Ruocco             |
| 13b          | 13b           | Die Spionin, die aus Europa kam        | The Spy Who Bugged Me                | 8. Okt. 2015             | 6. Feb. 2016                      | Bugs Bunny, Claudette Dupri                                                   | Sean Petrilak             | John McCann                                          | Celia Kendrick             |
| 14a          | 14a           | Das neue Neue Handy                    | Hareplane Mode                       | 15. Okt. 2015            | 6. Feb. 2016                      | Bugs Bunny, Yosemite Sam                                                      | Erik Kuska                | Joseph Limbaugh                                      | Amber Tornquist Hollinger  |
| 14b          | 14b           | Der stählerne Bugs                     | Bugs of Steel                        | 15. Okt. 2015            | 7. Feb. 2016                      | Bugs Bunny, Squeaks                                                           | Scott Bern                | Kevin Fleming & Rob Janas                            | Michael Ruocco             |
| 15a          | 15a           | Große Schwierigkeiten                  | Big Troubles                         | 22. Okt. 2015            | 7. Feb. 2016                      | Bugs Bunny, Squeaks                                                           | Scott Bern                | Matthew Craig                                        | Celia Kendrick             |
| 15b          | 15b           | Der blecherne Parkaufseher             | Manner Maid                          | 22. Okt. 2015            | 13. Feb. 2016                     | Bugs Bunny                                                                    | Scott Bern                | Michael Ludy                                         | Erik Knutson               |
| 16a          | 16a           | Auf den Spuren von Bigfoot             | Bugsfoot                             | 9. Nov. 2015             | 13. Feb. 2016                     | Bugs Bunny, Bigfoot, Hazmats                                                  | Scott Bern                | Erik Kuska                                           | Amber Tornquist Hollinger  |
| 16b          | 16b           | Das Urlaubsparadies                    | Grim on Vacation                     | 9. Nov. 2015             | 14. Feb. 2016                     | Bugs Bunny, Grim                                                              | Sean Petrilak             | Erik Kuska & Jason Plapp                             | Erik Knutson               |
| 17a          | 17a           | Karotten für das Showpony              | Carrot Before the Horse              | 16. Nov. 2015            | 23. Apr. 2016                     | Bugs Bunny, Squeaks, Pampreen Perdy                                           | Scott Bern                | Justin Becker & Steve Clemmons                       | Amber Tornquist Hollinger  |
| 17b          | 17b           | Der Mautbaum                           | Trunk with Power                     | 16. Nov. 2015            | 24. Apr. 2016                     | Bugs Bunny, Squeaks                                                           | Jessica Borutski          | John McCann                                          | Greg Araya                 |
| 18a          | 18a           | Der Schneehase                         | Snow Wabbit                          | 23. Nov. 2015            | 30. Apr. 2016                     | Bugs Bunny                                                                    | Scott Bern                | Rebecca Sage Allen & Katie Nahnsen                   | Celia Kendrick             |
| 18b          | 18b           | Der Aromatherapeut                     | Aromatherapest                       | 23. Nov. 2015            | 1. Mai 2016                       | Bugs Bunny, Wile E. Coyote                                                    | Sean Petrilak             | Matthew Craig & Paul Dini                            | Celia Kendrick             |
| 19a          | 19a           | Geisterprobleme                        | Raising Your Spirits                 | 30. Nov. 2015            | 14. Mai 2016                      | Bugs Bunny, Wile E. Coyote                                                    | Sean Petrilak             | Matthew Craig & Tom Minton                           | Erik Knutson               |
| 19b          | 19b           | Staub Bunny                            | Dust Bugster                         | 30. Nov. 2015            | 15. Mai 2016                      | Bugs Bunny                                                                    | Scott Bern                | Amanda Blake Davis & Brendan O. Kelly                | Rafael Rosado              |
| 20a          | 20a           | Computer Bugs                          | Computer Bugs                        | 27. Feb. 2016            | 21. Mai 2016                      | Bugs Bunny, Squeaks                                                           | Scott Bern                | Matthew Craig & Marly Halpern-Graser                 | David „Pez“ Hofmann        |
| 20b          | 20b           | Das Burning Hare Festival              | Oils Well That Ends Well             | 27. Feb. 2016            | 22. Mai 2016                      | Bugs Bunny, Ivana                                                             | Scott Bern                | Matthew Craig & Roger Eschbacher                     | Joseph Adams               |
| 21a          | 21a           | Glück gehabt                           | Your Bunny or Your Life              | 5. Mär. 2016             | 4. Juni 2016                      | Bugs Bunny, Squeaks, Grim                                                     | Scott Bern                | Erik Kuska                                           | Michael Ruocco             |
| 21b          | 21b           | Information Overload                   | Misjudgment Day                      | 5. Mär. 2016             | 5. Juni 2016                      | Bugs Bunny, Michigan J. Frog                                                  | Robb Pratt                | Matthew Craig & Stephen Perlstein                    | Greg Araya                 |
| 22a          | 22a           | Tag der Offenen Tür im Aquapark        | Splashwater Bugs                     | 12. Mär. 2016            | 28. Mai 2016                      | Bugs Bunny, Squeaks, Slugsworthy der Erste                                    | Scott Bern                | Kevin Fleming & Rob Janas                            | David „Pez“ Hofmann        |
| 22b          | 22b           | Exquisite Küche                        | Fwee Wange Wabbit                    | 12. Mär. 2016            | 29. Mai 2016                      | Bugs Bunny, Squeaks                                                           | Sean Petrilak             | John Davis Infantino                                 | Joseph Adams               |
| 23a          | 23a           | Der egoistische Biber                  | Beaver Fever                         | 26. Apr. 2016            | 11. Juni 2016                     | Bugs Bunny, Squint Eatswood                                                   | Scott Bern                | Joseph Limbaugh                                      | Amber Tornquist Hollinger  |
| 23b          | 23b           | Squeaks Ausflug in des Nachbars Höhle  | Coyote.Rabbit.Squirrel               | 26. Apr. 2016            | 12. Juni 2016                     | Bugs Bunny, Squeaks, Wile E. Coyote                                           | Sean Petrilak             | Matthew Craig, Erik Kuska & Jason Plapp              | Celia Kendrick             |
| 24a          | 24a           | Dem Schatz auf der Spur                | Pain & Treasure                      | 26. Apr. 2016            | 18. Juni 2016                     | Bugs Bunny, Yosemite Sam, Grizzlybär                                          | Robb Pratt                | Matthew Craig & Robb Pratt                           | Dan Root                   |
| 24b          | 24b           | Taz, der Bürohengst                    | Office Rocker                        | 26. Apr. 2016            | 19. Juni 2016                     | Bugs Bunny, Taz, Horace                                                       | Robb Pratt                | Matthew Craig & Robb Pratt                           | Erik Knutson               |
| 25a          | 25a           | Überlebenstraining                     | Survivalist of the Fittest           | 26. Apr. 2016            | 25. Juni 2016                     | Bugs Bunny, Tad Tucker                                                        | Scott Bern                | Matthew Craig                                        | Michael Ruocco             |
| 25b          | 25b           | Köbes, der Kürbisgnom                  | The IMPoster                         | 26. Apr. 2016            | 26. Juni 2016                     | Bugs Bunny                                                                    | Sean Petrilak             | Matthew Craig & Erik Moneypenny                      | Dan Root                   |
| 26a          | 26a           | Eine Golfpartie                        | Bugs Over Par                        | 26. Apr. 2016            | 2. Juli 2016                      | Bugs Bunny, Leslie                                                            | Sean Petrilak             | Frank Caeti                                          | Joseph Adams               |
| 26b          | 26b           | Happy Hartles Hamburger Hut            | Fast Feud                            | 26. Apr. 2016            | 3. Juli 2016                      | Bugs Bunny                                                                    | Sean Petrilak             | Matthew Craig & Thomas Krajewski                     | Joseph Adams               |
| 27a          | 27a           | Sir Littlechin, Greifenjäger           | Sir Little Chin Griffin Hunter       | 21. Dez. 2017            | 19. Sep. 2016                     | Bugs Bunny, Squeaks, Sir Littlechin, Greif                                    | Sean Petrilak             | Kevin Fleming & Rob Janas                            | Michael Ruocco             |
| 27b          | 27b           | Bugs Zeitreise                         | Bugs in Time                         | 21. Dez. 2017            | 20. Sep. 2016                     | Bugs Bunny, Dr. Clovenhoof                                                    | Sean Petrilak             | Matthew Craig                                        | Dan Root                   |
| 28a          | 28a           | Schweine im Luftraum                   | Airpork Security                     | 21. Dez. 2017            | 21. Sep. 2016                     | Bugs Bunny, Schweinchen Dick, Horace                                          | Sean Petrilak             | Kevin Fleming & Rob Janas                            | David „Pez“ Hofmann        |
| 28b          | 28b           | Ein Heim für Klone                     | Home a Clone                         | 21. Dez. 2017            | 22. Sep. 2016                     | Bugs Bunny, Squeaks, Dr. Clovenhoof, Einstein                                 | Scott Bern                | Martin Garcia                                        | Scott Bern & Sean Petrilak |
| 29a          | 29a           | Bugs auf dem Eis                       | Bugs on Ice                          | 21. Dez. 2017            | 23. Sep. 2016                     | Bugs Bunny, Squeaks, Viktor                                                   | Sean Petrilak             | Kevin Fleming & Rob Janas                            | Celia Kendrick             |
| 29b          | 29b           | Bugs Pfadfinder                        | Bug Scouts                           | 21. Dez. 2017            | 26. Sep. 2016                     | Bugs Bunny, Elliot Sampson, Eagle Scout, The Three Scouts                     | Scott Bern                | Josie Campbell & Matthew Craig                       | David „Pez“ Hofmann        |
| 30a          | 30a           | Ehrgeizige Trolle                      | For Whom the Bugs Trolls             | 21. Dez. 2017            | 27. Sep. 2016                     | Bugs Bunny                                                                    | Scott Bern                | Justin Becker, Steve Clemmons & Matthew Craig        | Amber Tornquist Hollinger  |
| 30b          | 30b           | Die Nummer Eins am Strand              | To Beach His Own                     | 21. Dez. 2017            | 28. Sep. 2016                     | Bugs Bunny, Squeaks, Slugsworthy der Erste                                    | Scott Bern                | Kyle Stafford                                        | Sahin Ersöz                |
| 31a          | 31a           | Leslie, der Springbrunnenwärter        | Five Star Bugs                       | 21. Dez. 2017            | 29. Sep. 2016                     | Bugs Bunny, Leslie                                                            | Robb Pratt & Erik Knutson | Kevin Fleming & Rob Janas                            | Joseph Adams               |
| 31b          | 31b           | Yoga zum Lachen                        | Yoga to Be Kidding Me                | 21. Dez. 2017            | 30. Sep. 2016                     | Bugs Bunny, Ivana                                                             | Scott Bern                | Matthew Craig & Kevin Kramer                         | Amber Tornquist Hollinger  |
| 32a          | 32a           | Der Fluch der Münze                    | Rabbits of the Lost Ark              | 21. Dez. 2017            | 3. Okt. 2016                      | Bugs Bunny, Yosemite Sam                                                      | Robb Pratt & Erik Knutson | Kevin Fleming & Rob Janas                            | Dan Root                   |
| 32b          | 32b           | Nicht alles Smarte hilft im Leben      | Appropriate Technology               | 21. Dez. 2017            | 4. Okt. 2016                      | Bugs Bunny, Wile E. Coyote, Hubie & Bertie                                    | Robb Pratt & Erik Knutson | Celia Kendrick                                       | Celia Kendrick             |
| 33a          | 33a           | Doch kein Schwein gehabt               | Pork in the Road                     | 21. Dez. 2017            | 5. Okt. 2016                      | Bugs Bunny, Schweinchen Dick, Foghorn Leghorn                                 | Scott Bern                | Matthew Craig & David „Pez“ Hofmann                  | David „Pez“ Hofmann        |
| 33b          | 33b           | Wenn Wünsche in Erfüllung gehen        | Squeaks Upon a Star                  | 21. Dez. 2017            | 6. Okt. 2016                      | Bugs Bunny, Squeaks, Foghorn Leghorn                                          | Sean Petrilak             | Matthew Craig                                        | Celia Kendrick             |
| 34a          | 34a           | Über den Wolken                        | Mile Hi Grub                         | 21. Dez. 2017            | 7. Okt. 2016                      | Bugs Bunny, Squeaks, Thes                                                     | Robb Pratt & Erik Knutson | Erik Knutson                                         | Erik Knutson               |
| 34b          | 34b           | Ein Platz auf dem Totempfahl           | Pole Position                        | 21. Dez. 2017            | 10. Okt. 2016                     | Bugs Bunny, Squeaks, Squint Eatswood                                          | Sean Petrilak             | Matthew Craig                                        | Erik Knutson               |
| 35a          | 35a           | Was für eine Hitze                     | Thirst Things First                  | 21. Dez. 2017            | 11. Okt. 2016                     | Bugs Bunny                                                                    | Scott Bern                | Kevin Fleming & Rob Janas                            | Sahin Ersöz                |
| 35b          | 35b           | Ein Glückstreffer                      | Bugs of Chance                       | 21. Dez. 2017            | 12. Okt. 2016                     | Bugs Bunny, Squeaks, Shifty, Cal                                              | Scott Bern                | Michael Ruocco                                       | Michael Ruocco             |
| 36a          | 36a           | Die Bürgermeisterwahl                  | Bugs for Mayor                       | 21. Dez. 2017            | 13. Okt. 2016                     | Bugs Bunny, Schweinchen Dick, Squint Eatswood                                 | Sean Petrilak             | Kevin Fleming & Rob Janas                            | Rafael Rosado              |
| 36b          | 36b           | Kein Glück für Shameless               | The Lepra-Con                        | 21. Dez. 2017            | 14. Okt. 2016                     | Bugs Bunny, Shameless O’Scanty, Elliot Sampson                                | Sean Petrilak             | Amanda Barnes & Alexis Notabartolo                   | Sahin Ersöz                |
| 37a          | 37a           | Bigfoot und sein Kätzchen              | Squeak Show                          | 21. Dez. 2017            | 25. Okt. 2016                     | Bugs Bunny, Squeaks, Bigfoot                                                  | Erik Knutson              | Amanda Blake Davis & Brendan O. Kelly                | Michael Ruocco             |
| 37b          | 37b           | Rodeo Bugs                             | Rodeo Bugs                           | 21. Dez. 2017            | 26. Okt. 2016                     | Bugs Bunny, Yosemite Sam                                                      | Sean Petrilak             | Joe Canale & Molly Erdman                            | Joseph Adams               |
| 38a          | 38a           | Slugsworthy’s Luxusvilla               | Slugsworthy’s Mega Mansion           | 21. Dez. 2017            | 19. Okt. 2016                     | Bugs Bunny, Slugsworthy der Erste                                             | Scott Bern                | Kevin Fleming & Rob Janas                            | Michael Ruocco             |
| 38b          | 38b           | Wile E.s Walnüsse                      | Wile E.’s Walnuts                    | 21. Dez. 2017            | 20. Okt. 2016                     | Bugs Bunny, Squeaks, Wile E. Coyote                                           | Scott Bern                | Paul Dini                                            | Rafael Rosado              |
| 39a          | 39a           | Der ganz normale Wahnsinn              | Just One of Those Days               | 21. Dez. 2017            | 21. Okt. 2016                     | Bugs Bunny, Grim, Sir Littlechin, Shameless O’Scanty, Barbar, Bigfoot, Krakos | Sean Petrilak             | Matthew Craig                                        | Erik Knutson               |
| 39b          | 39b           | Squeaks billiger Tomatentrick          | Mooch Housin’ Syndrome               | 21. Dez. 2017            | 24. Okt. 2016                     | Bugs Bunny, Squeaks, Wile E. Coyote                                           | Scott Bern                | Matthew Craig & David Schwartz                       | David Schwartz             |
| 40a          | 40a           | Sir Littlechin, Einhornjäger           | Sir Littlechin, Unicorn Hunter       | 8. Feb. 2018             | 17. Okt. 2016                     | Bugs Bunny, Squeaks, Sir Littlechin, Einhorn                                  | Erik Knutson              | Kevin Fleming & Rob Janas                            | David „Pez“ Hofmann        |
| 40b          | 40b           | Bugs in Irland                         | Erin Go Bugs                         | 8. Feb. 2018             | 18. Okt. 2016                     | Bugs Bunny, Shameless O’Scanty                                                | Erik Knutson              | Kevin Fleming & Rob Janas                            | Rafael Rosado              |
| 41a          | 41a           | Ein stolzer Bergmann                   | Proud to Be a Coal Miner’s Wabbit    | 8. Feb. 2018             | 27. Okt. 2016                     | Bugs Bunny, Yosemite Sam                                                      | Erik Knutson              | Matthew Craig, Kevin Fleming & Rob Janas             | Rafael Rosado              |
| 41b          | 41b           | Hüttenkoller                           | Cabin Fervor                         | 8. Feb. 2018             | 28. Okt. 2016                     | Bugs Bunny, Squeaks                                                           | Sean Petrilak             | Rebecca Sage Allen & Katie Nahnsen                   | Celia Kendrick             |
| 42a          | 42a           | Der Barbarencanyon                     | The Grand Barbari-yon                | 8. Feb. 2018             | 1. Nov. 2016                      | Bugs Bunny, Squeaks, Barbar, Krakos                                           | Erik Knutson              | Kevin Fleming & Rob Janas                            | Sahin Ersöz                |
| 42b          | 42b           | Riesenhasenjäger                       | Giant Rabbit Hunters                 | 8. Feb. 2018             | 2. Nov. 2016                      | Bugs Bunny, Bigfoot                                                           | Scott Bern                | Joey Clift & Matthew Craig                           | Rafael Rosado              |
| 43a          | 43a           | Achterbahn mit Schweinchen Dick        | Amusement Pork                       | 8. Feb. 2018             | 3. Nov. 2016                      | Bugs Bunny, Schweinchen Dick                                                  | Scott Bern                | Matthew Craig, Kevin Fleming & Rob Janas             | David „Pez“ Hofmann        |
| 43b          | 43b           | Guguck, da. Guguck, immer noch da.     | Now You See Me, Now You Still See Me | 8. Feb. 2018             | 4. Nov. 2016                      | Bugs Bunny, Dr. Clovenhoof, Einstein                                          | Scott Bern                | Joseph Limbaugh                                      | Joseph Adams               |
| 44a          | 44a           | Weihnachtseinkauf                      | ‘Tis the Seasoning                   | 30. Nov. 2017            | 7. Nov. 2016                      | Bugs Bunny, Schweinchen Dick, Yosemite Sam, Foghorn Leghorn                   | Scott Bern                | Matthew Craig, Amanda Barnes & Alexis Notabartolo    | Robb Pratt                 |
| 44b          | 44b           | Der Brief an den Weihnachtsmann        | Winter Blunderland                   | 30. Nov. 2017            | 8. Nov. 2016                      | Bugs Bunny, Squeaks, Barbar, Krakos                                           | Scott Bern                | Matthew Craig, Amanda Blake Davis & Brendan O. Kelly | Dan Root                   |
| 45a          | 45a           | Auf die Ohren, fertig, los!            | Ear! We! Go!                         | 8. Feb. 2018             | 9. Nov. 2016                      | Bugs Bunny                                                                    | Scott Bern                | Rebecca Sage Allen & Katie Nahnsen                   | Celia Kendrick             |
| 45b          | 45b           | Lauter, schriller, schräger            | Hare Band                            | 8. Feb. 2018             | 10. Nov. 2016                     | Bugs Bunny, Squeaks                                                           | Sean Petrilak             | Matthew Craig & Karen Graci                          | Dan Root & Sahin Ersöz     |
| 46a          | 46a           | Bugs im Streichelzoo                   | Bugs in the Petting Zoo              | 8. Feb. 2018             | 11. Nov. 2016                     | Bugs Bunny, Elmer Fudd                                                        | Erik Knutson              | Matthew Craig, Kevin Fleming & Rob Janas             | Joseph Adams               |
| 46b          | 46b           | Urlaub auf Hawaii                      | Hawaiian Ice                         | 8. Feb. 2018             | 14. Nov. 2016                     | Bugs Bunny, Winterhirsch                                                      | Sean Petrilak             | Rebecca Sage Allen & Katie Nahnsen                   | Sharon Forward             |
| 47a          | 47a           | Eine Nacht in der Sternwarte           | Quiet the Undertaking                | 8. Feb. 2018             | 15. Nov. 2016                     | Bugs Bunny, Grim, Elliot Sampson                                              | Scott Bern                | Robby Wells                                          | Rafael Rosado              |
| 47b          | 47b           | Bugs, das Kaninchen?                   | Bugs Bunny?                          | 8. Feb. 2018             | 16. Nov. 2016                     | Bugs Bunny                                                                    | Erik Knutson              | Kevin Fleming & Rob Janas                            | Celia Kendrick             |
| 48a          | 48a           | Nasse Füße                             | Wet Feet                             | 8. Feb. 2018             | 17. Nov. 2016                     | Bugs Bunny, Bigfoot                                                           | Erik Knutson              | Erik Knutson                                         | Chris Rutkowski            |
| 48b          | 48b           | Jede Minute wird ein Fußballer geboren | There’s a Soccer Born Every Minute   | 8. Feb. 2018             | 18. Nov. 2016                     | Bugs Bunny                                                                    | Scott Bern                | Kevin Fleming & Rob Janas                            | Erik Knutson               |
| 49a          | 49a           | Schnell und Dick Umzüge                | Pork Lift                            | 8. Feb. 2018             | 21. Nov. 2016                     | Bugs Bunny, Schweinchen Dick                                                  | Sean Petrilak             | Matthew Craig, Kevin Fleming & Rob Janas             | Michael Ruocco             |
| 49b          | 49b           | Thes in New York City                  | Thes in the City                     | 8. Feb. 2018             | 22. Nov. 2016                     | Bugs Bunny, Thes                                                              | Scott Bern                | Matthew Craig, Kevin Fleming & Rob Janas             | Celia Kendrick             |
| 50a          | 50a           | Elmers Eiswagen                        | Elmer’s Fuddge                       | 8. Feb. 2018             | 23. Nov. 2016                     | Bugs Bunny, Elmer Fudd, Foghorn Leghorn                                       | Sean Petrilak             | Matthew Craig                                        | Sahin Ersöz                |
| 50b          | 50b           | Angelo, der starke Floh                | Angelo the Mighty Flea               | 8. Feb. 2018             | 24. Nov. 2016                     | Bugs Bunny, Squeaks, Mighty Angelo                                            | Sean Petrilak             | Matthew Craig, Kevin Fleming & Rob Janas             | David „Pez“ Hofmann        |
| 51a          | 51a           | Schweinchen Dick, der Ermittler        | Gorky Pork                           | 8. Feb. 2018             | 25. Nov. 2016                     | Bugs Bunny, Squeaks, Schweinchen Dick                                         | Erik Knutson              | Matthew Craig, Kevin Fleming & Rob Janas             | Chris Rutkowski            |
| 51b          | 51b           | Der Super-Highway                      | Hard Hat Hare                        | 8. Feb. 2018             | 28. Nov. 2016                     | Bugs Bunny, Yosemite Sam                                                      | Sean Petrilak             | Matthew Craig, Kevin Fleming & Rob Janas             | Dan Fausett                |
| 52a          | 52a           | Schweinchen Dick, der Entenlieferant   | Porky’s Duck-livery Service          | 8. Feb. 2018             | 29. Nov. 2016                     | Bugs Bunny, Schweinchen Dick, Daffy Duck, Elliot Sampson                      | Scott Bern                | Matthew Craig, Kevin Fleming & Rob Janas             | Michael Ruocco             |
| 52b          | 52b           | Der Hase, der König sein wollte        | The Wabbit Who Would Be King         | 8. Feb. 2018             | 30. Nov. 2016                     | Bugs Bunny, Leslie                                                            | Erik Knutson              | Matthew Craig, Kevin Fleming & Rob Janas             | Joseph Adams               |

## Staffel 2
Ab der zweiten Staffel wurde die Serie unter dem Titel New Looney Tunes ausgestrahlt. Im Vereinigten Königreich wurden die ersten 13 Folgen bereits ab dem 4. September 2017 veröffentlicht. Beim Streaming-Dienst von Boomerang erschienen diese am 25. Juni 2018, wobei die Folgen 5 und 13 dort schon früher gezeigt wurden. Die restlichen Folgen veröffentlichte Boomerangs Streaming-Dienst am 28. November 2018 (Folgen 14–25, 27, 28 und 30–39, Folge 29 erschien dort schon früher) und am 31. Januar 2019 (Folgen 26 und 40–52). Im deutschsprachigen Raum wurde die Serie ab der zweiten Staffel unter dem Titel Die neue Looney Tunes Show veröffentlicht. Die deutschsprachige Erstausstrahlung der zweiten Staffel erfolgte vom 11. September 2017 bis zum 14. Juni 2018 auf Boomerang, wobei der erste Teil der 37. Folge dort erst am 17. November 2018 zu sehen war.
| Nr. (gesamt) | Nr. (Staffel) | Deutscher Titel                    | Originaltitel                       | Erstveröffentlichung USA | Deutschsprachige Erstausstrahlung | Charaktere | Regie         | Drehbuch                                                  | Storyboard                                      |
| ------------ | ------------- | ---------------------------------- | ----------------------------------- | ------------------------ | --------------------------------- | --- | ------------- | --------------------------------------------------------- | ----------------------------------------------- |
| 53a          | 1a            | Schweinchen Dick im Kaufhaus       | Pigmallian                          | 25. Juni 2018            | 11. Sep. 2017                     | Daffy Duck, Schweinchen Dick, Horace | Erik Knutson  | Kevin Fleming & Rob Janas                                 | Michael Ruocco                                  |
| 53b          | 1b            | Bugs, der Gladiator                | Bugs the Gladiator                  | 25. Juni 2018            | 11. Sep. 2017                     | Bugs Bunny, Daffy Duck, Cal | Erik Knutson  | Kevin Fleming & Rob Janas                                 | Rich Arons                                      |
| 54a          | 2a            | Schweinchen Dick als Portier       | A Duck in the Penthouse             | 25. Juni 2018            | 12. Sep. 2017                     | Daffy Duck, Schweinchen Dick, Elliot Sampson | Erik Knutson  | Matthew Craig Idee: Rebecca Sage Allen                    | Alec Megibben                                   |
| 54b          | 2b            | Das Fahrradrennen                  | Tour de Bugs                        | 25. Juni 2018            | 12. Sep. 2017                     | Bugs Bunny, Squeaks, Cecil Turtle | Erik Knutson  | Kevin Fleming & Rob Janas                                 | David „Pez“ Hofmann                             |
| 55a          | 3a            | Ein Duell mit Daffy                | Knight and Duck                     | 25. Juni 2018            | 13. Sep. 2017                     | Daffy Duck, Sir Littlechin | Sean Petrilak | Matthew Craig Idee: Amanda Blake Davis & Brendan O. Kelly | Joey Adams                                      |
| 55b          | 3b            | Das Spiel um die Nüsse             | The Color of Bunny                  | 25. Juni 2018            | 13. Sep. 2017                     | Bugs Bunny, Squeaks, Shifty, Red Omaha, Minnesota | Sean Petrilak | Kevin Fleming & Rob Janas                                 | Erin Kavanagh                                   |
| 56a          | 4a            | Sam, der Zugräuber                 | Sam and the Bullet Train            | 25. Juni 2018            | 14. Sep. 2017                     | Bugs Bunny, Yosemite Sam | Sean Petrilak | Kevin Fleming & Rob Janas                                 | Robb Pratt                                      |
| 56b          | 4b            | Schweinchen Dick, der Oberkellner  | Swine Dining                        | 25. Juni 2018            | 14. Sep. 2017                     | Daffy Duck, Schweinchen Dick | Sean Petrilak | Matthew Craig Idee: Joe Canale & Molly Erdman             | Karl Hadrika                                    |
| 57a          | 5a            | Alles für die Liebe                | Love Is in the Hare                 | 8. Feb. 2018             | 15. Sep. 2017                     | Bugs Bunny, Yosemite Sam, Ellie Mae | Ian Wasseluk  | Kevin Fleming & Rob Janas                                 | Michael Ruocco                                  |
| 57b          | 5b            | Daffy Ducks Valentinstag           | Valentines Dayffy                   | 8. Feb. 2018             | 15. Sep. 2017                     | Daffy Duck, Elmer Fudd | Ian Wasseluk  | Kevin Fleming & Rob Janas                                 | Rich Arons                                      |
| 58a          | 6a            | Die Riesenmöhre                    | Bigs Bunny                          | 25. Juni 2018            | 18. Sep. 2017                     | Bugs Bunny, Squeaks, Barbar, Krakos | Ian Wasseluk  | Matthew Craig Idee: Rebecca Sage Allen                    | Alec Megibben                                   |
| 58b          | 6b            | Elmer, der Wasserverkäufer         | Wahder Wahder Everywhere            | 25. Juni 2018            | 18. Sep. 2017                     | Daffy Duck, Elmer Fudd | Ian Wasseluk  | Matthew Craig Idee: Robert Dassie                         | David „Pez“ Hofmann                             |
| 59a          | 7a            | Schweinchen Dick als Pfleger       | Porky the Disorderly                | 25. Juni 2018            | 19. Sep. 2017                     | Daffy Duck, Schweinchen Dick, Elliot Sampson | Erik Knutson  | Kevin Fleming & Rob Janas                                 | Joey Adams                                      |
| 59b          | 7b            | Das Tennismatch                    | Game, Set, Wabbit                   | 25. Juni 2018            | 19. Sep. 2017                     | Bugs Bunny, Viktor | Erik Knutson  | Matthew Craig Idee: Joe Canale & Molly Erdman             | Erin Kavanagh                                   |
| 60a          | 8a            | Die Glücksente                     | Lucky Duck                          | 25. Juni 2018            | 20. Sep. 2017                     | Daffy Duck, Shameless O’Scanty | Erik Knutson  | Matthew Craig Idee: Katie Nahnsen                         | Andrew Dickman                                  |
| 60b          | 8b            | Daffy Duck unter Hühnern           | Free Range Foghorn                  | 25. Juni 2018            | 20. Sep. 2017                     | Daffy Duck, Foghorn Leghorn | Erik Knutson  | Kevin Fleming & Rob Janas                                 | Karl Hadrika                                    |
| 61a          | 9a            | Tad Tucker renoviert ein Haus      | Love It or Survivalist It           | 25. Juni 2018            | 21. Sep. 2017                     | Bugs Bunny, Tad Tucker | Sean Petrilak | Kevin Fleming & Rob Janas                                 | Michael Ruocco                                  |
| 61b          | 9b            | Daffy als Filmvorführer            | The Porklight                       | 25. Juni 2018            | 21. Sep. 2017                     | Daffy Duck, Schweinchen Dick | Sean Petrilak | Matthew Craig Idee: Amanda Blake Davis & Brendan O. Kelly | Rich Arons                                      |
| 62a          | 10a           | Bugs, als Babysitter               | Best Bugs                           | 25. Juni 2018            | 22. Sep. 2017                     | Bugs Bunny, Squeaks, Paul Perdy | Sean Petrilak | Kevin Fleming & Rob Janas                                 | Alec Megibben                                   |
| 62b          | 10b           | Auf Expedition                     | Lewis & Pork                        | 25. Juni 2018            | 22. Sep. 2017                     | Daffy Duck, Schweinchen Dick, Elmer Fudd | Sean Petrilak | Kevin Fleming & Rob Janas                                 | David „Pez“ Hofmann                             |
| 63a          | 11a           | Daffy, der blinde Passagier        | Daffy the Stowaway                  | 25. Juni 2018            | 25. Sep. 2017                     | Daffy Duck, Schweinchen Dick, Hubie & Bertie, Horace                                                                                                 | Ian Wasseluk  | Kevin Fleming & Rob Janas                                 | Joey Adams                                      |
| 63b          | 11b           | Scooter 3000                       | Superscooter 3000                   | 25. Juni 2018            | 25. Sep. 2017                     | Bugs Bunny, Squeaks, Pepé le Pew, Claudette Dupri, Hazmats                                                                                           | Ian Wasseluk  | Kevin Fleming & Rob Janas                                 | Erin Kavanagh                                   |
| 64a          | 12a           | Unterwegs im Wohnmobil             | Hoggin’ the Road                    | 25. Juni 2018            | 26. Sep. 2017                     | Daffy Duck, Schweinchen Dick | Ian Wasseluk  | Matthew Craig Idee: Kevin Kramer                          | Andrew Dickman                                  |
| 64b          | 12b           | Jacque der Holzfäller              | Timmmmmmbugs                        | 25. Juni 2018            | 26. Sep. 2017                     | Bugs Bunny, Squeaks, Blacque Jacque Shellacque | Ian Wasseluk  | Matthew Craig Idee: Frank Caeti                           | Karl Hadrika                                    |
| 65a          | 13a           | Dem Osterhasen auf der Spur        | Easter Bunny Imposter               | 15. Mär. 2018            | 27. Sep. 2017                     | Bugs Bunny, Foghorn Leghorn, Eagle Scout, The Three Scouts, Osterhase, Weihnachtsmann, Zahnfee                                                       | Erik Knutson  | Kevin Fleming & Rob Janas Idee: Frank Caeti               | Michael Ruocco                                  |
| 65b          | 13b           | Fröhliche Ostern                   | Easter Tweets                       | 15. Mär. 2018            | 27. Sep. 2017                     | Sylvester & Tweety, Granny | Erik Knutson  | Matthew Craig Idee: Amanda Blake Davis & Brendan O. Kelly | Rich Arons                                      |
| 66a          | 14a           | Ein Whirlpool für Schweinchen Dick | Hoarder Up                          | 28. Nov. 2018            | 28. Sep. 2017                     | Daffy Duck, Schweinchen Dick, Elmer Fudd | Erik Knutson  | Matthew Craig Idee: Kevin Kramer                          | Alec Megibben                                   |
| 66b          | 14b           | Die hungrige Berglöwin             | Cougar, Cougar                      | 28. Nov. 2018            | 28. Sep. 2017                     | Bugs Bunny, Squeaks, Miss Cougar | Erik Knutson  | Kevin Fleming & Rob Janas                                 | David „Pez“ Hofmann                             |
| 67a          | 15a           | Der Hochzeitsquäker                | The Wedding Quacksher               | 28. Nov. 2018            | 29. Sep. 2017                     | Daffy Duck, Leslie | Sean Petrilak | Matthew Craig Idee: Joe Canale & Molly Erdman             | Joey Adams                                      |
| 67b          | 15b           | Ivanas Koch-Show                   | The Food Notwork                    | 28. Nov. 2018            | 29. Sep. 2017                     | Bugs Bunny, Ivana | Sean Petrilak | Matthew Craig Idee: Amanda Blake Davis & Brendan O. Kelly | Aaron Chen & Erin Kavanagh                      |
| 68a          | 16a           | Eine Ente im Aquarium              | A Duck in the Aquarium              | 28. Nov. 2018            | 2. Okt. 2017                      | Daffy Duck, Schweinchen Dick, Elliot Sampson, Justin, Phoebe, Mrs. Allen                                                                             | Sean Petrilak | Kevin Fleming & Rob Janas                                 | Andrew Dickman                                  |
| 68b          | 16b           | Der „Schwebende Hammer“            | The Breezehammer                    | 28. Nov. 2018            | 2. Okt. 2017                      | Bugs Bunny, Squeaks, Boyd | Sean Petrilak | Matthew Craig Idee: Rebecca Sage Allen                    | Karl Hadrika                                    |
| 69a          | 17a           | Die Zeitbedienung                  | Quantum Sheep                       | 28. Nov. 2018            | 3. Okt. 2017                      | Bugs Bunny, Squeaks, Dr. Clovenhoof, Red Omaha | Ian Wasseluk  | Kevin Fleming & Rob Janas                                 | Rich Arons                                      |
| 69b          | 17b           | Houston, wir haben ein Problem     | Houston, We Have a Duck Problem     | 28. Nov. 2018            | 3. Okt. 2017                      | Daffy Duck, Schweinchen Dick | Ian Wasseluk  | Kevin Fleming & Rob Janas                                 | Michael Ruocco                                  |
| 70a          | 18a           | Der Klaviertransport               | 10-4, Good Bunny                    | 28. Nov. 2018            | 4. Okt. 2017                      | Bugs Bunny, Squeaks, Yosemite Sam, Clyde Bunny | Ian Wasseluk  | Kevin Fleming & Rob Janas                                 | Alec Megibben                                   |
| 70b          | 18b           | Bugs Bunny holt Gold               | Gold Medal Wabbit                   | 28. Nov. 2018            | 4. Okt. 2017                      | Bugs Bunny, Cal | Ian Wasseluk  | Matthew Craig Idee: Joe Canale & Molly Erdman             | Robb Pratt & Lenord Robinson                    |
| 71a          | 19a           | Der Heiratsschwindler              | Cyrano de Bugs                      | 28. Nov. 2018            | 5. Okt. 2017                      | Bugs Bunny, Granny, Leslie, Mr. Montygrabs | Erik Knutson  | Kevin Fleming & Rob Janas                                 | Joey Adams                                      |
| 71b          | 19b           | Der schönste Park                  | Point Duck Percent                  | 28. Nov. 2018            | 5. Okt. 2017                      | Daffy Duck, Schweinchen Dick, Pampreen Perdy & Paul Perdy                                                                                            | Erik Knutson  | Kevin Fleming & Rob Janas                                 | Erin Kavanagh                                   |
| 72a          | 20a           | Der Krakenjäger                    | Sir Littlechin and the Kraken       | 28. Nov. 2018            | 6. Okt. 2017                      | Bugs Bunny, Squeaks, Sir Littlechin, Kraken | Erik Knutson  | Matthew Craig                                             | Andrew Dickman                                  |
| 72b          | 20b           | Schweinchen Dicks geheime Mission  | Crouching Porky, Hidden Daffy       | 28. Nov. 2018            | 6. Okt. 2017                      | Daffy Duck, Schweinchen Dick, Elmer Fudd | Erik Knutson  | Kevin Fleming & Rob Janas                                 | Karl Hadrika                                    |
| 73a          | 21a           | Der Fluch der Mumie                | King Nutininkommen                  | 28. Nov. 2018            | 9. Okt. 2017                      | Daffy Duck, Schweinchen Dick | Sean Petrilak | Matthew Craig Idee: Robert Dassie                         | David „Pez“ Hofmann                             |
| 73b          | 21b           | Der Umweltaktivist                 | Greenhouse Gasbag                   | 28. Nov. 2018            | 9. Okt. 2017                      | Foghorn Leghorn, Trey Hugger | Sean Petrilak | Matthew Craig Idee: Martin Garcia                         | Rich Arons                                      |
| 74a          | 22a           | Abrakarnickel                      | Abracawabbit                        | 28. Nov. 2018            | 10. Okt. 2017                     | Bugs Bunny, Viktor | Sean Petrilak | Matthew Craig Idee: Rebecca Sage Allen                    | Alec Megibben                                   |
| 74b          | 22b           | Ponce de Calzone                   | Ponce de Calzone                    | 28. Nov. 2018            | 10. Okt. 2017                     | Daffy Duck, Cal | Sean Petrilak | Matthew Craig Idee: Katie Nahnsen                         | Michael Ruocco                                  |
| 75a          | 23a           | Lug und Trug                       | For the Love of Fraud               | 28. Nov. 2018            | 11. Okt. 2017                     | Bugs Bunny, Squeaks, Foghorn Leghorn, Horace, Red Omaha                                                                                              | Ian Wasseluk  | Matthew Craig Idee: Frank Caeti                           | Joey Adams & Aaron Chen                         |
| 75b          | 23b           | Im Dienste des Babys               | Not So Special Delivery             | 28. Nov. 2018            | 11. Okt. 2017                     | Daffy Duck, Schweinchen Dick | Ian Wasseluk  | Matthew Craig Idee: Kevin Kramer                          | Lenord Robinson                                 |
| 76a          | 24a           | Bugs allein macht noch keine Show  | One Carroter in Search of an Artist | 28. Nov. 2018            | 12. Okt. 2017                     | Bugs Bunny, Daffy Duck | Ian Wasseluk  | Matthew Craig                                             | Andrew Dickman                                  |
| 76b          | 24b           | Die Sommerente                     | The Duck Days of Summer             | 28. Nov. 2018            | 12. Okt. 2017                     | Daffy Duck, Elmer Fudd, Winterhirsch | Ian Wasseluk  | Matthew Craig Idee: Rebecca Sage Allen                    | Karl Hadrika                                    |
| 77a          | 25a           | Daffy Duck in der Benimmschule     | Etiquette Shmetiquette              | 28. Nov. 2018            | 13. Okt. 2017                     | Daffy Duck, Tweety, Granny | Erik Knutson  | Kevin Fleming & Rob Janas                                 | David „Pez“ Hofmann                             |
| 77b          | 25b           | Museumsbesuch                      | Daffy in the Science Museum         | 28. Nov. 2018            | 13. Okt. 2017                     | Daffy Duck, Schweinchen Dick, The Three Scouts | Erik Knutson  | Kevin Fleming & Rob Janas                                 | Rich Arons                                      |
| 78a          | 26a           | Tad, der Bachelor                  | Tad the Bachelor                    | 31. Jan. 2019            | 16. Okt. 2017                     | Bugs Bunny, Tad Tucker | Erik Knutson  | Kevin Fleming & Rob Janas                                 | Alec Megibben                                   |
| 78b          | 26b           | Ferienliebe                        | Affaire du Jour                     | 31. Jan. 2019            | 16. Okt. 2017                     | Pepé le Pew, Claudette Dupri, Hazmats | Erik Knutson  | Matthew Craig                                             | Michael Ruocco                                  |
| 79a          | 27a           | Top Bugs                           | Top Bugs                            | 28. Nov. 2018            | 28. Mai 2018                      | Bugs Bunny, Schweinchen Dick, Elliot Sampson, Cecil Turtle, Hazmats                                                                                  | Sean Petrilak | Kevin Fleming & Rob Janas                                 | Joey Adams                                      |
| 79b          | 27b           | Der Schneckwal                     | Slugsmoby                           | 28. Nov. 2018            | 28. Mai 2018                      | Bugs Bunny, Blacque Jacque Shellacque | Sean Petrilak | Kevin Fleming & Rob Janas                                 | Gregory Leysens, Nick Leysens & Lenord Robinson |
| 80a          | 28a           | Rhodas Rache                       | Rhoda Rage                          | 28. Nov. 2018            | 28. Mai 2018                      | Bugs Bunny, Rhoda Roundhouse | Sean Petrilak | Matthew Craig Idee: Sean Petrilak                         | Andrew Dickman                                  |
| 80b          | 28b           | Die Zirkusente                     | Good Duck to You, Cirque            | 28. Nov. 2018            | 29. Mai 2018                      | Daffy Duck, Viktor | Sean Petrilak | Matthew Craig Idee: Katie Nahnsen                         | Aaron Chen                                      |
| 81a          | 29a           | Und dann wurde es schräg           | Then Things Got Weird               | 26. Sep. 2018            | 29. Mai 2018                      | Bugs Bunny, Justin, Phoebe, Horace, Shameless O’Scanty, Barbar, Krakos, Sir Littlechin, Slugsworthy der Erste, Einhorn, Mrs. Allen                   | Ian Wasseluk  | Kevin Fleming & Rob Janas                                 | David „Pez“ Hofmann                             |
| 81b          | 29b           | Das Spukhaus                       | Duck Duck Ghost                     | 26. Sep. 2018            | 29. Mai 2018                      | Bugs Bunny, Daffy Duck, Schweinchen Dick | Ian Wasseluk  | Matthew Craig Idee: Robert Dassie                         | Rich Arons                                      |
| 82a          | 30a           | ACME Instant                       | Acme Instant                        | 28. Nov. 2018            | 30. Mai 2018                      | Road Runner & Wile E. Coyote | Ian Wasseluk  | Kevin Fleming & Rob Janas                                 | Alec Megibben                                   |
| 82b          | 30b           | Marvins Marsinvasion               | When Marvin Comes Martian In        | 28. Nov. 2018            | 30. Mai 2018                      | Daffy Duck, Marvin der Marsmensch, K-9, Trey Hugger                                                                                                  | Ian Wasseluk  | Matthew Craig Idee: Ian Wasseluk                          | Michael Ruocco                                  |
| 83a          | 31a           | Der Ritter der Schwafelrunde       | The Knight Time Is the Right Time   | 28. Nov. 2018            | 30. Mai 2018                      | Bugs Bunny, Leslie | Erik Knutson  | Kevin Fleming & Rob Janas                                 | Joey Adams                                      |
| 83b          | 31b           | Eine Krone zum Verlieben           | The Pepé Le Pew Affair              | 28. Nov. 2018            | 31. Mai 2018                      | Pepé le Pew, Claudette Dupri, Hazmats | Erik Knutson  | Kevin Fleming & Rob Janas                                 | Aaron Chen                                      |
| 84a          | 32a           | Die Hamsterparty                   | Hamsters                            | 28. Nov. 2018            | 31. Mai 2018                      | Bugs Bunny, Schweinchen Dick, The Hamsters | Erik Knutson  | Kevin Fleming & Rob Janas                                 | Andrew Dickman                                  |
| 84b          | 32b           | Der Kartoffellauf                  | Bugs Baked                          | 28. Nov. 2018            | 31. Mai 2018                      | Bugs Bunny, Schweinchen Dick, Cecil Turtle, Red Omaha                                                                                                | Erik Knutson  | Matthew Craig Idee: Erik Knutson                          | Shellie O’Brien                                 |
| 85a          | 33a           | Die Vampirjäger                    | Vampire Me Love                     | 28. Nov. 2018            | 1. Juni 2018                      | Daffy Duck, Schweinchen Dick, Count Bloodcount | Sean Petrilak | Matthew Craig Idee: David Shair                           | David „Pez“ Hofmann                             |
| 85b          | 33b           | Fit wie Tad Tucker                 | The Tad Tucker Workout              | 28. Nov. 2018            | 1. Juni 2018                      | Bugs Bunny, Tad Tucker, Grizzlybär | Sean Petrilak | Kevin Fleming & Rob Janas                                 | Rich Arons                                      |
| 86a          | 34a           | Kanadischer Schinken               | Canadian Bacon                      | 28. Nov. 2018            | 1. Juni 2018                      | Daffy Duck, Schweinchen Dick, Elliot Sampson | Sean Petrilak | Kevin Fleming & Rob Janas                                 | Alec Megibben                                   |
| 86b          | 34b           | Bugs Bunny rettet das Universum    | Bugs Bunny Saves the Universe       | 28. Nov. 2018            | 2. Juni 2018                      | Bugs Bunny, Daffy Duck, Elmer Fudd, Bigfoot, Marvin der Marsmensch                                                                                   | Sean Petrilak | Kevin Fleming & Rob Janas                                 | Michael Ruocco                                  |
| 87a          | 35a           | Hip-Hop Bugs, Teil 1               | Hip Hop Hare (Part 1)               | 28. Nov. 2018            | 2. Juni 2018                      | Bugs Bunny, Squeaks, Daffy Duck, Schweinchen Dick, Bigfoot, Cecil Turtle, Foghorn Leghorn, Eagle Scout, Snoop Dogg                                   | Erik Knutson  | Rebecca Sage Allen & Joshua Funk                          | Aaron Chen                                      |
| 87b          | 35b           | Hip-Hop Bugs, Teil 2               | Hip Hop Hare (Part 2)               | 28. Nov. 2018            | 2. Juni 2018                      | Bugs Bunny, Squeaks, Daffy Duck, Schweinchen Dick, Bigfoot, Cecil Turtle, Foghorn Leghorn, Eagle Scout, The Three Scouts (nur Bär-Scout), Snoop Dogg | Erik Knutson  | Rebecca Sage Allen & Joshua Funk                          | Joey Adams                                      |
| 88a          | 36a           | Tiefenentspannt                    | Gettin’ Your Goat                   | 28. Nov. 2018            | 3. Juni 2018                      | Schweinchen Dick, Gabby Goat, Trey Hugger | Ian Wasseluk  | Matthew Craig Idee: Andrew Dickman                        | Andrew Dickman                                  |
| 88b          | 36b           | Die Höhlenforscher                 | Spelunkheads                        | 28. Nov. 2018            | 3. Juni 2018                      | Daffy Duck, Schweinchen Dick | Ian Wasseluk  | Kevin Fleming & Rob Janas                                 | Shellie O’Brien                                 |
| 89a          | 37a           | Agent Null Null Pepé               | Loon-Raker                          | 28. Nov. 2018            | 17. Nov. 2018                     | Pepé le Pew, Elmer Fudd, Claudette Dupri, Elliot Sampson, Hazmats, Trey Hugger                                                                       | Ian Wasseluk  | Kevin Fleming & Rob Janas                                 | David „Pez“ Hofmann                             |
| 89b          | 37b           | Der Giganto-Strahl                 | Angry Bird                          | 28. Nov. 2018            | 3. Juni 2018                      | Sylvester & Tweety, Wile E. Coyote | Ian Wasseluk  | Matthew Craig Idee: Amanda Blake Davis & Brendan O. Kelly | Rich Arons                                      |
| 90a          | 38a           | Flucht ins All                     | Area Fifty-Run                      | 28. Nov. 2018            | 4. Juni 2018                      | Bugs Bunny, Yosemite Sam, Mot, Hazmats | Erik Knutson  | Matthew Craig Idee: Aaron Chen & David Shair              | Alec Megibben                                   |
| 90b          | 38b           | Schweinchen Dick vor Gericht       | Porker in the Court                 | 28. Nov. 2018            | 4. Juni 2018                      | Daffy Duck, Schweinchen Dick, Elmer Fudd, Horace, Foghorn Leghorn                                                                                    | Erik Knutson  | Kevin Fleming & Rob Janas Idee: Michael Ruocco            | Michael Ruocco                                  |
| 91a          | 39a           | Der Überflieger                    | Tad the Skydiver                    | 28. Nov. 2018            | 5. Juni 2018                      | Bugs Bunny, Tad Tucker, Shelley | Sean Petrilak | Kevin Fleming & Rob Janas                                 | Joey Adams                                      |
| 91b          | 39b           | Gestrandet                         | Duck of the Flies                   | 28. Nov. 2018            | 5. Juni 2018                      | Bugs Bunny, Daffy Duck, Schweinchen Dick | Sean Petrilak | Matthew Craig Idee: Martin Garcia                         | Aaron Chen                                      |
| 92a          | 40a           | Daffy im Sumpf                     | Daffy in the Bayou                  | 31. Jan. 2019            | 5. Juni 2018                      | Daffy Duck, Elmer Fudd | Sean Petrilak | Matthew Craig Idee: Robert Dassie                         | Andrew Dickman                                  |
| 92b          | 40b           | Gipfelstürmer                      | Bugs the Sherpa                     | 31. Jan. 2019            | 6. Juni 2018                      | Bugs Bunny, Rhoda Roundhouse | Sean Petrilak | Matthew Craig Idee: Joe Canale & Molly Erdman             | Shellie O’Brien                                 |
| 93a          | 41a           | Sonderzug ins Chaos                | You Can’t Train a Pig               | 31. Jan. 2019            | 6. Juni 2018                      | Schweinchen Dick, Petunia Pig, Horace | Ian Wasseluk  | Matthew Craig Idee: David „Pez“ Hofmann                   | David „Pez“ Hofmann                             |
| 93b          | 41b           | Der Kunde ist König                | Copy Quack                          | 31. Jan. 2019            | 6. Juni 2018                      | Daffy Duck, Schweinchen Dick, Elliot Sampson | Ian Wasseluk  | Kevin Fleming & Rob Janas                                 | Rich Arons                                      |
| 94a          | 42a           | Sir Littlechin und der Phoenix     | Sir Littlechin and the Phoenix      | 31. Jan. 2019            | 7. Juni 2018                      | Daffy Duck, Sir Littlechin | Ian Wasseluk  | Matthew Craig Idee: Frank Caeti                           | Alec Megibben                                   |
| 94b          | 42b           | Gekrönte Ente                      | Looney Luau                         | 31. Jan. 2019            | 7. Juni 2018                      | Daffy Duck, Thes, Miss Cougar | Ian Wasseluk  | Matthew Craig Idee: Katie Nahnsen                         | Michael Ruocco                                  |
| 95a          | 43a           | Amadaffus                          | Amaduckus                           | 31. Jan. 2019            | 7. Juni 2018                      | Daffy Duck, Leslie | Erik Knutson  | Kevin Fleming & Rob Janas                                 | Joey Adams                                      |
| 95b          | 43b           | Ein blindes Huhn findet ein Korn   | Fowl Me Once                        | 31. Jan. 2019            | 8. Juni 2018                      | Foghorn Leghorn, Taz | Erik Knutson  | Kevin Fleming & Rob Janas                                 | Andrew Dickman                                  |
| 96a          | 44a           | Daffy der Gaucho                   | Daffy the Gaucho                    | 31. Jan. 2019            | 8. Juni 2018                      | Daffy Duck, Schweinchen Dick, Elmer Fudd, Red Omaha                                                                                                  | Erik Knutson  | Kevin Fleming & Rob Janas                                 | Aaron Chen                                      |
| 96b          | 44b           | Rettet Slugsworthy                 | Free Slugsworthy                    | 31. Jan. 2019            | 8. Juni 2018                      | Bugs Bunny, Squeaks, Slugsworthy der Erste, Trey Hugger, Red Omaha                                                                                   | Erik Knutson  | Kevin Fleming & Rob Janas                                 | Shellie O’Brien                                 |
| 97a          | 45a           | Liebe macht Daffy                  | Love Makes Me Daffy                 | 31. Jan. 2019            | 9. Juni 2018                      | Daffy Duck, Foghorn Leghorn, Wile E. Coyote | Sean Petrilak | Matthew Craig Idee: Katie Nahnsen                         | David „Pez“ Hofmann                             |
| 97b          | 45b           | Ginghis Cal                        | Genghis Cal                         | 31. Jan. 2019            | 9. Juni 2018                      | Bugs Bunny, Cal | Sean Petrilak | Kevin Fleming & Rob Janas                                 | Rich Arons                                      |
| 98a          | 46a           | Ein Sylvester im Porzellanladen    | You’re Kiln Me                      | 31. Jan. 2019            | 9. Juni 2018                      | Sylvester & Tweety, Granny, Trey Hugger | Sean Petrilak | Matthew Craig Idee: Kevin Kramer                          | Alec Megibben                                   |
| 98b          | 46b           | Der Große Roman                    | Better Lake Than Never              | 31. Jan. 2019            | 10. Juni 2018                     | Daffy Duck, Elmer Fudd | Sean Petrilak | Matthew Craig Idee: Rebecca Sage Allen                    | Michael Ruocco                                  |
| 99a          | 47a           | Der Fall des entführten Vogels     | Deduce, Part Deuce                  | 31. Jan. 2019            | 10. Juni 2018                     | Daffy Duck, Schweinchen Dick, Tweety, Granny | Ian Wasseluk  | Matthew Craig Idee: Robert Dassie                         | Joey Adams                                      |
| 99b          | 47b           | Opa Nummer 1                       | #1 Grandpa                          | 31. Jan. 2019            | 10. Juni 2018                     | Bugs Bunny, Leslie, Pampreen Perdy & Paul Perdy | Ian Wasseluk  | Kevin Fleming & Rob Janas                                 | Andrew Dickman                                  |
| 100a         | 48a           | Schweinchen Dick und Thes, Teil 1  | Porky and Thes, Part 1              | 31. Jan. 2019            | 11. Juni 2018                     | Schweinchen Dick, Elmer Fudd, Petunia Pig, Thes | Ian Wasseluk  | Rebecca Sage Allen & Joshua Funk                          | Aaron Chen                                      |
| 100b         | 48b           | Schweinchen Dick und Thes, Teil 2  | Porky and Thes, Part 2              | 31. Jan. 2019            | 11. Juni 2018                     | Schweinchen Dick, Elmer Fudd, Petunia Pig, Thes | Ian Wasseluk  | Rebecca Sage Allen & Joshua Funk                          | Shellie O’Brien                                 |
| 101a         | 49a           | Mein Nachbar vom Mars              | Men in Quack                        | 31. Jan. 2019            | 11. Juni 2018                     | Daffy Duck, Schweinchen Dick, Marvin der Marsmensch, Instant Martian                                                                                 | Erik Knutson  | Kevin Fleming & Rob Janas                                 | David „Pez“ Hofmann                             |
| 101b         | 49b           | Die tasmanische Waldfee            | Littlechin and the Wood Fairy       | 31. Jan. 2019            | 12. Juni 2018                     | Bugs Bunny, Taz, Sir Littlechin, Ellie Mae | Erik Knutson  | Kevin Fleming & Rob Janas                                 | Rich Arons                                      |
| 102a         | 50a           | Das Tweet Team, Teil 1             | Tweet Team, Part 1                  | 31. Jan. 2019            | 12. Juni 2018                     | Sylvester & Tweety, Granny, Speedy Gonzales, Gabby Goat, Marc Antony, Hubie & Bertie, Minnesota, Claude Cat, Pete Puma                               | Erik Knutson  | Matthew Craig                                             | Alec Megibben                                   |
| 102b         | 50b           | Das Tweet Team, Teil 2             | Tweet Team, Part 2                  | 31. Jan. 2019            | 12. Juni 2018                     | Sylvester & Tweety, Granny, Speedy Gonzales, Gabby Goat, Marc Antony, Hubie & Bertie, Minnesota, Claude Cat, Pete Puma                               | Erik Knutson  | Matthew Craig                                             | Michael Ruocco                                  |
| 103a         | 51a           | Letzter Wille                      | Downton Wabby                       | 31. Jan. 2019            | 13. Juni 2018                     | Bugs Bunny, Leslie, Mr. Montygrabs | Sean Petrilak | Kevin Fleming & Rob Janas                                 | Joey Adams                                      |
| 103b         | 51b           | Foghorn, der Sensai                | Fowl Me Twice                       | 31. Jan. 2019            | 13. Juni 2018                     | Foghorn Leghorn, Taz | Sean Petrilak | Kevin Fleming & Rob Janas                                 | Andrew Dickman                                  |
| 104a         | 52a           | Der Kampf und die Krone, Teil 1    | Hare to the Throne Part One         | 31. Jan. 2019            | 13. Juni 2018                     | Bugs Bunny, Yosemite Sam, Daffy Duck, Schweinchen Dick, Red Omaha                                                                                    | Sean Petrilak | Matthew Craig                                             | Shellie O’Brien                                 |
| 104b         | 52b           | Der Kampf und die Krone, Teil 2    | Hare to the Throne Part Two         | 31. Jan. 2019            | 14. Juni 2018                     | Bugs Bunny, Yosemite Sam, Daffy Duck, Schweinchen Dick, Lola Bunny, Sir Littlechin                                                                   | Sean Petrilak | Matthew Craig                                             | Aaron Chen                                      |

## Staffel 3
Der Streaming-Dienst von Boomerang veröffentlichte die ersten 26 Folgen der dritten Staffel am 29. August 2019. Die Folgen 27 bis 52 erschienen dort am 30. Januar 2020. Die deutschsprachige Erstausstrahlung erfolgte vom 19. November 2018 bis zum 14. Juni 2019 auf Boomerang.
| Nr. (gesamt) | Nr. (Staffel) | Deutscher Titel                                | Originaltitel                              | Erstveröffentlichung USA | Deutschsprachige Erstausstrahlung | Charaktere | Regie         | Drehbuch                                                          | Storyboard                                                               |
| ------------ | ------------- | ---------------------------------------------- | ------------------------------------------ | ------------------------ | --------------------------------- | --- | ------------- | ----------------------------------------------------------------- | ------------------------------------------------------------------------ |
| 105a         | 1a            | Sir Littlechin und der Riese                   | Sir Littlechin and the Giant               | 29. Aug. 2019            | 19. Nov. 2018                     | Bugs Bunny, Squeaks, Sir Littlechin, Riese | Ian Wasseluk  | Matthew Craig                                                     | Rich Arons                                                               |
| 105b         | 1b            | Die Brüder Wright                              | The Wrong Brothers                         | 29. Aug. 2019            | 19. Nov. 2018                     | Daffy Duck, Schweinchen Dick, The Martin Brothers, Grizzlybär | Ian Wasseluk  | Kevin Fleming & Rob Janas                                         | Dave Kupczyk                                                             |
| 106a         | 2a            | Das Hot-Dog Drama                              | Weiner Lose                                | 29. Aug. 2019            | 20. Nov. 2018                     | Bugs Bunny, Squeaks, Justin, Red Omaha | Erik Knutson  | Matthew Craig                                                     | Alec Megibben                                                            |
| 106b         | 2b            | Die Boston Tea Party                           | Yankee Doodle Bunny                        | 29. Aug. 2019            | 20. Nov. 2018                     | Bugs Bunny, Elmer Fudd | Erik Knutson  | Kevin Fleming & Rob Janas                                         | Joey Adams                                                               |
| 107a         | 3a            | Bagdad, vor vielen, vielen Jahren              | The Meanie and the Genie                   | 29. Aug. 2019            | 21. Nov. 2018                     | Bugs Bunny, Yosemite Sam, Dschinn | Sean Petrilak | Kevin Fleming & Rob Janas Idee: Matthew Craig                     | Michael Ruocco                                                           |
| 107b         | 3b            | Der Jagdausflug                                | In Cold Fudd                               | 29. Aug. 2019            | 21. Nov. 2018                     | Bugs Bunny, Squeaks, Elmer Fudd, Foghorn Leghorn | Sean Petrilak | Kevin Fleming & Rob Janas                                         | Shellie O’Brien                                                          |
| 108a         | 4a            | Expedition zum Nordpol                         | North Pole Position                        | 29. Aug. 2019            | 22. Nov. 2018                     | Daffy Duck, Schweinchen Dick, Weihnachtsmann | Ian Wasseluk  | Kevin Fleming & Rob Janas                                         | Aaron Chen                                                               |
| 108b         | 4b            | Schwarzes Gold                                 | Papa’s Got a Brand New Sam                 | 29. Aug. 2019            | 22. Nov. 2018                     | Bugs Bunny, Squeaks, Yosemite Sam, Mr. Montygrabs | Ian Wasseluk  | Kevin Fleming & Rob Janas Idee: Matthew Craig                     | Andrew Dickman                                                           |
| 109a         | 5a            | Reich und Unausstehlich                        | Lifestyles of the Wealthy and Obnoxious    | 29. Aug. 2019            | 23. Nov. 2018                     | Bugs Bunny, Tad Tucker | Erik Knutson  | Kevin Fleming & Rob Janas                                         | Rich Arons                                                               |
| 109b         | 5b            | Raumschiff Entenprise                          | The Starship Mentalprise                   | 29. Aug. 2019            | 23. Nov. 2018                     | Daffy Duck, Marvin der Marsmensch, Trey Hugger, Cal | Erik Knutson  | Kevin Fleming & Rob Janas                                         | Dave Kupczyk                                                             |
| 110a         | 6a            | Der neue Volksfest-König                       | State Fair and Balanced                    | 29. Aug. 2019            | 24. Nov. 2018                     | Bugs Bunny, Yosemite Sam, Schweinchen Dick | Sean Petrilak | Kevin Fleming & Rob Janas                                         | Alec Megibben                                                            |
| 110b         | 6b            | Tierische Freundschaft                         | Pussyfoot Soldier                          | 29. Aug. 2019            | 24. Nov. 2018                     | Marc Antony & Pussyfoot | Sean Petrilak | Matthew Craig                                                     | Joey Adams                                                               |
| 111a         | 7a            | Eingefroren in der Zukunft                     | Quack to the Future                        | 29. Aug. 2019            | 25. Nov. 2018                     | Daffy Duck, Schweinchen Dick | Ian Wasseluk  | Kevin Fleming & Rob Janas                                         | Michael Ruocco                                                           |
| 111b         | 7b            | Elmer Blowfudds heimtückischer Plan            | OctoPepe                                   | 29. Aug. 2019            | 25. Nov. 2018                     | Elmer Fudd, Pepé le Pew, Claudette Dupri, Hazmats, Red Omaha, Elliot Sampson, Kraken | Ian Wasseluk  | Kevin Fleming & Rob Janas Idee: Matthew Craig                     | Aaron Chen, Andrew Dickman, Shellie O’Brien, Michael Ruocco, David Shair |
| 112a         | 8a            | Kein Thanksgiving                              | No Thanks Giving                           | 29. Aug. 2019            | 26. Nov. 2018                     | Bugs Bunny, Elmer Fudd, Grizzlybär | Erik Knutson  | Kevin Fleming & Rob Janas                                         | Aaron Chen                                                               |
| 112b         | 8b            | Darkbat, der Dunkle Ritter                     | DarkBat                                    | 29. Aug. 2019            | 26. Nov. 2018                     | DarkBat (Sniffles), Hubie & Bertie, Minnesota, Sylvester, Claude Cat, Pete Puma | Erik Knutson  | Matthew Craig                                                     | Andrew Dickman                                                           |
| 113a         | 9a            | Yosemite Samson                                | Yosemite Samson                            | 29. Aug. 2019            | 27. Nov. 2018                     | Bugs Bunny, Yosemite Sam, Barbar, Kraken, Greif | Sean Petrilak | Kevin Fleming & Rob Janas                                         | Rich Arons                                                               |
| 113b         | 9b            | Grannys kleiner Kläffer                        | Puppy’s Got Claws                          | 29. Aug. 2019            | 27. Nov. 2018                     | Granny, Frisky Puppy, Squeaks, Sylvester, Claude Cat, Pete Puma | Sean Petrilak | Kevin Fleming & Rob Janas Idee: Matthew Craig                     | Dave Kupczyk                                                             |
| 114a         | 10a           | Daffys Fahrprüfung                             | Driving Miss Daffy                         | 29. Aug. 2019            | 28. Nov. 2018                     | Daffy Duck, Elmer Fudd, Granny | Ian Wasseluk  | Kevin Fleming & Rob Janas                                         | Alec Megibben                                                            |
| 114b         | 10b           | Die Zweite Geige                               | Second Fiddle                              | 29. Aug. 2019            | 28. Nov. 2018                     | Bugs Bunny, Leslie | Ian Wasseluk  | Kevin Fleming & Rob Janas Idee: Matthew Craig                     | Joey Adams                                                               |
| 115a         | 11a           | Der Süßkram Buden-Gangster                     | Point Beak                                 | 29. Aug. 2019            | 29. Nov. 2018                     | Daffy Duck, Schweinchen Dick, Elliot Sampson, Horace | Erik Knutson  | Kevin Fleming & Rob Janas                                         | Michael Ruocco                                                           |
| 115b         | 11b           | Cal, der Wikinger                              | Cal the Viking                             | 29. Aug. 2019            | 29. Nov. 2018                     | Bugs Bunny, Cal, The Hamsters, Kraken, Riese | Erik Knutson  | Matthew Craig, Kevin Fleming & Rob Janas                          | Ernie Keen                                                               |
| 116a         | 12a           | Rhodas Rockerhaus                              | Rhoda’s Road House                         | 29. Aug. 2019            | 30. Nov. 2018                     | Bugs Bunny, Squeaks, Rhoda Roundhouse, Red Omaha | Sean Petrilak | Kevin Fleming & Rob Janas                                         | Aaron Chen                                                               |
| 116b         | 12b           | Melodie der Nacht                              | Claire de Loon                             | 29. Aug. 2019            | 30. Nov. 2018                     | Daffy Duck, Justin, Phoebe, Mrs. Allen, The Martin Brothers | Sean Petrilak | Matthew Craig                                                     | Andrew Dickman                                                           |
| 117a         | 13a           | Selbstvertrauen-Ja! Seminar                    | Daffy Duck: Motivational Guru              | 29. Aug. 2019            | 1. Dez. 2018                      | Daffy Duck, Elmer Fudd, Grizzlybär | Ian Wasseluk  | Kevin Fleming & Rob Janas Idee: Katie Nahnsen                     | Rich Arons                                                               |
| 117b         | 13b           | Hamster Hans will hoch hinaus                  | The Towering Hamsterno                     | 29. Aug. 2019            | 1. Dez. 2018                      | Pepé le Pew, Claudette Dupri, Elliot Sampson, Hans Hamster, The Hamsters | Ian Wasseluk  | Kevin Fleming & Rob Janas                                         | Dave Kupczyk                                                             |
| 118a         | 14a           | Viktor, der Forschungsschwede                  | Viktor the Science Swede                   | 29. Aug. 2019            | 2. Dez. 2018                      | Bugs Bunny, Viktor | Erik Knutson  | Matthew Craig Idee: Rebecca Sage Allen                            | Alec Megibben                                                            |
| 118b         | 14b           | Dorlock im Disorient Express                   | Dorlock and the Disorient Express          | 29. Aug. 2019            | 2. Dez. 2018                      | Daffy Duck, Schweinchen Dick, Elmer Fudd, Foghorn Leghorn, Granny, Gabby Goat, Horace | Erik Knutson  | Matthew Craig, Kevin Fleming & Rob Janas Idee: Robert Dassie      | Joey Adams                                                               |
| 119a         | 15a           | Hasenregatta                                   | Regatta de Rabbit                          | 29. Aug. 2019            | 3. Dez. 2018                      | Bugs Bunny, Squeaks, Cecil Turtle, Kraken | Sean Petrilak | Matthew Craig Idee: Frank Caeti                                   | Michael Ruocco                                                           |
| 119b         | 15b           | Shameless braucht Schwein                      | When Irish Eyes are Swinin'                | 29. Aug. 2019            | 3. Dez. 2018                      | Bugs Bunny, Schweinchen Dick, Shameless O’Scanty | Sean Petrilak | Kevin Fleming & Rob Janas                                         | Ernie Keen                                                               |
| 120a         | 16a           | Der Häschen-Typ                                | Bunny Man                                  | 29. Aug. 2019            | 4. Dez. 2018                      | Bugs Bunny, Squeaks, Trey Hugger | Ian Wasseluk  | Kevin Fleming & Rob Janas                                         | Aaron Chen                                                               |
| 120b         | 16b           | In den Tiefen des Sumpfes                      | Quagmire of Solace                         | 29. Aug. 2019            | 4. Dez. 2018                      | Elmer Fudd, Pepé le Pew, Claudette Dupri, Red Omaha | Ian Wasseluk  | Kevin Fleming & Rob Janas Idee: Matthew Craig                     | Andrew Dickman                                                           |
| 121a         | 17a           | Wile Kojote wird demontiert                    | Coyote Under Construction                  | 29. Aug. 2019            | 5. Dez. 2018                      | Road Runner & Wile E. Coyote, Elliot Sampson | Erik Knutson  | Matthew Craig                                                     | Rich Arons, Erik Knutson & Nick Leysens                                  |
| 121b         | 17b           | Bugs versus Blacque Jacque Shellacque          | The Bunny and the Goon                     | 29. Aug. 2019            | 5. Dez. 2018                      | Bugs Bunny, Squeaks, Blacque Jacque Shellacque, Kraken | Erik Knutson  | Kevin Fleming & Rob Janas                                         | Dave Kupczyk                                                             |
| 122a         | 18a           | Modell T. Fudd                                 | Model T. Fudd                              | 29. Aug. 2019            | 6. Dez. 2018                      | Bugs Bunny, Elmer Fudd | Sean Petrilak | Kevin Fleming & Rob Janas                                         | Alec Megibben                                                            |
| 122b         | 18b           | Der Victory Clasp                              | Victory Clasp                              | 29. Aug. 2019            | 6. Dez. 2018                      | Bugs Bunny, Squeaks, Justin, Phoebe, Foghorn Leghorn, Sylvester, Daffy Duck, Cecil Turtle, Elmer Fudd, Trey Hugger, Minnesota, Pepé le Pew, Granny, Hubie & Bertie, Marvin der Marsmensch                                                  | Sean Petrilak | Matthew Craig, Kevin Fleming & Rob Janas                          | Joey Adams                                                               |
| 123a         | 19a           | Die Renn-Lola                                  | Lola Rider                                 | 29. Aug. 2019            | 7. Dez. 2018                      | Lola Bunny, Rhoda Roundhouse | Ian Wasseluk  | Kevin Fleming & Rob Janas                                         | Ernie Keen                                                               |
| 123b         | 19b           | Daffy Duck, größter Draufgänger aller Zeiten   | Daredevil Duck                             | 29. Aug. 2019            | 7. Dez. 2018                      | Daffy Duck, Schweinchen Dick, Slugsworthy der Erste, Johnny Grambus, The Martin Brothers, Grizzlybär | Ian Wasseluk  | Kevin Fleming & Rob Janas                                         | Ernie Keen                                                               |
| 124a         | 20a           | Planet der Bigfoots, Teil 1                    | Planet of the Bigfoots Part One            | 29. Aug. 2019            | 8. Dez. 2018                      | Bugs Bunny, Daffy Duck, Elmer Fudd, Bigfoot, Cal, Hazmats | Erik Knutson  | Matthew Craig, Kevin Fleming & Rob Janas                          | Aaron Chen                                                               |
| 124b         | 20b           | Planet der Bigfoots, Teil 2                    | Planet of the Bigfoots Part Two            | 29. Aug. 2019            | 8. Dez. 2018                      | Bugs Bunny, Daffy Duck, Elmer Fudd, Bigfoot, Cal, Hazmats, Gabby Goat | Erik Knutson  | Matthew Craig, Kevin Fleming & Rob Janas                          | Andrew Dickman                                                           |
| 125a         | 21a           | Bugs, der Goldhase                             | Cold Medal Wabbit                          | 29. Aug. 2019            | 9. Dez. 2018                      | Bugs Bunny, Cal | Sean Petrilak | Matthew Craig Idee: Rebecca Sage Allen                            | Rich Arons                                                               |
| 125b         | 21b           | Der Inselchampion                              | No Duck Is an Island                       | 29. Aug. 2019            | 9. Dez. 2018                      | Daffy Duck, Tad Tucker | Sean Petrilak | Kevin Fleming & Rob Janas Idee: Robert Dassie                     | Dave Kupczyk                                                             |
| 126a         | 22a           | Mein Königreich für eine Ente                  | My Kingdom for a Duck                      | 29. Aug. 2019            | 10. Dez. 2018                     | Daffy Duck, Elmer Fudd, Yosemite Sam | Ian Wasseluk  | Kevin Fleming & Rob Janas                                         | Alec Megibben                                                            |
| 126b         | 22b           | Hexenflohmarkt                                 | Finders Keepers, Losers Sweepers           | 29. Aug. 2019            | 10. Dez. 2018                     | Bugs Bunny, Witch Hazel | Ian Wasseluk  | Kevin Fleming & Rob Janas Idee: Matthew Craig                     | Joey Adams                                                               |
| 127a         | 23a           | Daffy Topfkopf                                 | Daffy Crackpot                             | 29. Aug. 2019            | 11. Dez. 2018                     | Daffy Duck, Schweinchen Dick, Yosemite Sam, Grizzlybär | Erik Knutson  | Kevin Fleming & Rob Janas                                         | Michael Ruocco                                                           |
| 127b         | 23b           | Fashion Viktor                                 | Fashion Viktor                             | 29. Aug. 2019            | 11. Dez. 2018                     | Bugs Bunny, Viktor | Erik Knutson  | Matthew Craig Idee: Katie Nahnsen                                 | Ernie Keen & Nick Leysens                                                |
| 128a         | 24a           | Roughrider Sam                                 | Sam the Roughrider                         | 29. Aug. 2019            | 12. Dez. 2018                     | Bugs Bunny, Yosemite Sam | Sean Petrilak | Kevin Fleming & Rob Janas                                         | Aaron Chen                                                               |
| 128b         | 24b           | Narrengold                                     | Fool’s Gold                                | 29. Aug. 2019            | 12. Dez. 2018                     | Daffy Duck, Goofy Gophers, Red Omaha, Grizzlybär | Sean Petrilak | Kevin Fleming & Rob Janas                                         | Andrew Dickman                                                           |
| 129a         | 25a           | Bonjour, Darkbat                               | Bonjour, Darkbat                           | 29. Aug. 2019            | 13. Dez. 2018                     | DarkBat (Sniffles), Hubie & Bertie, Blacque Jacque Shellacque, Minnesota | Ian Wasseluk  | Kevin Fleming & Rob Janas                                         | Rich Arons                                                               |
| 129b         | 25b           | Der Truthahndieb                               | Renaissance Fair-Thee Well                 | 29. Aug. 2019            | 13. Dez. 2018                     | Schweinchen Dick, Horace, Minnesota, Sir Littlechin | Ian Wasseluk  | Matthew Craig, Kevin Fleming & Rob Janas                          | Dave Kupczyk                                                             |
| 130a         | 26a           | Schweinchenputtel, Teil 1                      | CinderPorker, Part One                     | 29. Aug. 2019            | 14. Dez. 2018                     | Schweinchen Dick, Elmer Fudd, Sylvester, Claude Cat, Pete Puma, Thes, Petunia Pig, Foghorn Leghorn, Gabby Goat, Wile E. Coyote | Erik Knutson  | Matthew Craig, Kevin Fleming & Rob Janas                          | Alec Megibben                                                            |
| 130b         | 26b           | Schweinchenputtel, Teil 2                      | CinderPorker, Part Two                     | 29. Aug. 2019            | 14. Dez. 2018                     | Daffy Duck, Schweinchen Dick, Elmer Fudd, Sylvester, Claude Cat, Pete Puma, Thes, Petunia Pig, Slugsworthy der Erste, Red Omaha | Erik Knutson  | Matthew Craig, Kevin Fleming & Rob Janas                          | Joey Adams                                                               |
| 131a         | 27a           | King Foghorn                                   | You Ain’t Nothin’ But a Foghorn            | 30. Jan. 2020            | 20. Mai 2019                      | Bugs Bunny, Daffy Duck, Foghorn Leghorn, Grizzlybär | Sean Petrilak | Kevin Fleming & Rob Janas                                         | Michael Ruocco                                                           |
| 131b         | 27b           | Schöne Bescherung                              | The Pepe Who Came in from the Cold         | 30. Jan. 2020            | 20. Mai 2019                      | Pepé le Pew, Claudette Dupri, Blacque Jacque Shellacque, Hazmats, Elliot Sampson, Weihnachtsmann | Sean Petrilak | Kevin Fleming & Rob Janas Idee: Matthew Craig                     | Ernie Keen                                                               |
| 132a         | 28a           | Der Smoothie-Stand                             | Smoothie Operator                          | 30. Jan. 2020            | 21. Mai 2019                      | Yosemite Sam, DarkBat (Sniffles), Hubie & Bertie, Minnesota | Ian Wasseluk  | Kevin Fleming & Rob Janas                                         | Aaron Chen                                                               |
| 132b         | 28b           | Slugsworthys Fresstaurant                      | Slugsworthy’s Slop House                   | 30. Jan. 2020            | 21. Mai 2019                      | Bugs Bunny, Squeaks, Slugsworthy der Erste | Ian Wasseluk  | Matthew Craig Idee: Frank Caeti                                   | Andrew Dickman                                                           |
| 133a         | 29a           | Cal-umbus                                      | Cal-umbus                                  | 30. Jan. 2020            | 22. Mai 2019                      | Bugs Bunny, Cal, Grizzlybär | Erik Knutson  | Kevin Fleming & Rob Janas                                         | Rich Arons                                                               |
| 133b         | 29b           | Schweinchen Dicks großer Traum                 | Porky Pigskin                              | 30. Jan. 2020            | 22. Mai 2019                      | Bugs Bunny, Schweinchen Dick, Foghorn Leghorn, Sean Astin, Red Omaha | Erik Knutson  | Matthew Craig, Kevin Fleming & Rob Janas                          | Dave Kupczyk                                                             |
| 134a         | 30a           | Mississippi Raddampfer                         | Riverboat Rabbit                           | 30. Jan. 2020            | 23. Mai 2019                      | Bugs Bunny, Yosemite Sam | Sean Petrilak | Matthew Craig, Kevin Fleming & Rob Janas                          | Alec Megibben                                                            |
| 134b         | 30b           | Privatdetektiv Dorlock                         | Dorlock, P. I.                             | 30. Jan. 2020            | 23. Mai 2019                      | Daffy Duck, Schweinchen Dick, Elmer Fudd, Foghorn Leghorn | Sean Petrilak | Kevin Fleming & Rob Janas                                         | Joey Adams                                                               |
| 135a         | 31a           | Ein Floh im Ring                               | To Be the Flea, You Gotta Beat the Flea    | 30. Jan. 2020            | 24. Mai 2019                      | The Crusher, Mighty Angelo, Minnesota, Marc Antony, Cal | Ian Wasseluk  | Kevin Fleming & Rob Janas                                         | Michael Ruocco                                                           |
| 135b         | 31b           | Baron Yosemite von Sam                         | The Wild Blue Blunder                      | 30. Jan. 2020            | 24. Mai 2019                      | Bugs Bunny, Yosemite Sam, Grizzlybär | Ian Wasseluk  | Kevin Fleming & Rob Janas                                         | Joey Adams & Ernie Keen                                                  |
| 136a         | 32a           | Thomas Fuddison                                | Thomas Fuddison                            | 30. Jan. 2020            | 25. Mai 2019                      | Daffy Duck, Elmer Fudd | Erik Knutson  | Kevin Fleming & Rob Janas                                         | Aaron Chen                                                               |
| 136b         | 32b           | Schluck – Auf                                  | Hiccups and Downs                          | 30. Jan. 2020            | 25. Mai 2019                      | Bugs Bunny, Schweinchen Dick, Witch Hazel, Count Bloodcount | Erik Knutson  | Kevin Fleming & Rob Janas Idee: Matthew Craig                     | Andrew Dickman                                                           |
| 137a         | 33a           | Foghorns Futterkrippe                          | Foghorn Foods                              | 30. Jan. 2020            | 26. Mai 2019                      | Daffy Duck, Schweinchen Dick, Foghorn Leghorn, Trey Hugger, Kraken | Sean Petrilak | Kevin Fleming & Rob Janas Idee: Matthew Craig                     | Dave Kupczyk                                                             |
| 137b         | 33b           | Eine Kreuzfahrt die ist lustig                 | Cruise Control                             | 30. Jan. 2020            | 26. Mai 2019                      | Bugs Bunny, Daffy Duck, Cecil Turtle | Sean Petrilak | Kevin Fleming & Rob Janas                                         | Rich Arons                                                               |
| 138a         | 34a           | Königliche Schwierigkeiten                     | Versailles’s Matters                       | 30. Jan. 2020            | 27. Mai 2019                      | Bugs Bunny, Elmer Fudd, Blacque Jacque Shellacque | Ian Wasseluk  | Kevin Fleming & Rob Janas Idee: Matthew Craig                     | Joey Adams                                                               |
| 138b         | 34b           | Große Architektur                              | Frank Lloyd Wrong                          | 30. Jan. 2020            | 27. Mai 2019                      | Daffy Duck, The Martin Brothers, Johnny Grambus | Ian Wasseluk  | Kevin Fleming & Rob Janas                                         | Alec Megibben                                                            |
| 139a         | 35a           | König Bugs und die Insel des Wahnsinns, Teil 1 | King Bugs and the Island of Lunacy, Part 1 | 30. Jan. 2020            | 28. Mai 2019                      | Bugs Bunny, Daffy Duck, Schweinchen Dick, Elmer Fudd, Pete Puma, Riese | Erik Knutson  | Matthew Craig, Kevin Fleming & Rob Janas                          | Michael Ruocco                                                           |
| 139b         | 35b           | König Bugs und die Insel des Wahnsinns, Teil 2 | King Bugs and the Island of Lunacy, Part 2 | 30. Jan. 2020            | 28. Mai 2019                      | Bugs Bunny, Daffy Duck, Schweinchen Dick, Elmer Fudd, Pete Puma, Riese | Erik Knutson  | Matthew Craig, Kevin Fleming & Rob Janas                          | Nick Leysens                                                             |
| 140a         | 36a           | Die Tücken des Sumpfes                         | Swamp and Circumstance                     | 30. Jan. 2020            | 29. Mai 2019                      | Schweinchen Dick, Sylvester, Elmer Fudd | Sean Petrilak | Kevin Fleming & Rob Janas Idee: Matthew Craig                     | Aaron Chen                                                               |
| 140b         | 36b           | Auf Safari                                     | Safari, So Goodie                          | 30. Jan. 2020            | 29. Mai 2019                      | Bugs Bunny, Leslie, Mr. Montygrabs | Sean Petrilak | Kevin Fleming & Rob Janas Idee: Matthew Craig                     | Joey Adams & Andrew Dickman                                              |
| 141a         | 37a           | Die fehlende Zutat                             | It’s Snout or Never                        | 30. Jan. 2020            | 30. Mai 2019                      | Schweinchen Dick, Witch Hazel, Grizzlybär | Ian Wasseluk  | Kevin Fleming & Rob Janas                                         | Rich Arons                                                               |
| 141b         | 37b           | Zwischen Morgendämmerung und Abendgrauen       | From Dusk Till Dog                         | 30. Jan. 2020            | 30. Mai 2019                      | Marc Antony & Pussyfoot, Count Bloodcount | Ian Wasseluk  | Matthew Craig Idee: Jeff Prezenkowski                             | Dave Kupczyk                                                             |
| 142a         | 38a           | Daffy, der Alien                               | Close Encounters of the Duck Kind          | 30. Jan. 2020            | 31. Mai 2019                      | Daffy Duck, Yosemite Sam, Marvin der Marsmensch, Instant Martians, Hazmats | Erik Knutson  | Matthew Craig, Kevin Fleming & Rob Janas Idee: Rebecca Sage Allen | Alec Megibben                                                            |
| 142b         | 38b           | Urlaub in Ägypten                              | O.M. Genie                                 | 30. Jan. 2020            | 31. Mai 2019                      | Daffy Duck, Schweinchen Dick, Dschinn, Einhorn, Ellie Mae | Erik Knutson  | Matthew Craig, Kevin Fleming & Rob Janas Idee: Robert Dassie      | Joey Adams                                                               |
| 143a         | 39a           | Ungleiche Brüder                               | Brothers in Harms                          | 30. Jan. 2020            | 1. Juni 2019                      | Yosemite Sam, Foghorn Leghorn, Yosemite Jack, Blacque Jacque Shellacque, Cecil Turtle, Elmer Fudd, Leslie, Gabby Goat | Sean Petrilak | Kevin Fleming & Rob Janas                                         | Michael Ruocco                                                           |
| 143b         | 39b           | Rhoda Derby                                    | Rhoda Derby                                | 30. Jan. 2020            | 1. Juni 2019                      | Lola Bunny, Rhoda Roundhouse | Sean Petrilak | Kevin Fleming & Rob Janas                                         | Nick Leysens                                                             |
| 144a         | 40a           | Lake Funsite Sommercamp                        | Lake, Rattle and Roll                      | 30. Jan. 2020            | 2. Juni 2019                      | Bugs Bunny, Elliot Sampson, Cecil Turtle, Justin | Ian Wasseluk  | Matthew Craig Idee: Katie Nahnsen                                 | Joey Adams, Aaron Chen & Michael Ruocco                                  |
| 144b         | 40b           | Es ist nicht immer wie es scheint              | It Paint All It’s Cracked Up to Be         | 30. Jan. 2020            | 2. Juni 2019                      | Elmer Fudd, Sylvester, Claude Cat, Pete Puma | Ian Wasseluk  | Kevin Fleming & Rob Janas                                         | Andrew Dickman                                                           |
| 145a         | 41a           | Samurai Bugs                                   | Samurai Bugs                               | 30. Jan. 2020            | 3. Juni 2019                      | Bugs Bunny, Cal, Grizzlybär | Erik Knutson  | Kevin Fleming & Rob Janas                                         | Rich Arons                                                               |
| 145b         | 41b           | Daffys Show                                    | Duck in the Mist                           | 30. Jan. 2020            | 3. Juni 2019                      | Daffy Duck, Tad Tucker | Erik Knutson  | Kevin Fleming & Rob Janas                                         | Dave Kupczyk                                                             |
| 146a         | 42a           | Die Loonies, Teil 1                            | The Loonies, Part 1                        | 30. Jan. 2020            | 4. Juni 2019                      | Daffy Duck, Schweinchen Dick, Blacque Jacque Shellacque, Pete Puma | Sean Petrilak | Matthew Craig, Kevin Fleming & Rob Janas                          | Alec Megibben                                                            |
| 146b         | 42b           | Die Loonies, Teil 2                            | The Loonies, Part 2                        | 30. Jan. 2020            | 4. Juni 2019                      | Daffy Duck, Schweinchen Dick, Blacque Jacque Shellacque, Pete Puma, Sean Astin, Kraken | Sean Petrilak | Matthew Craig, Kevin Fleming & Rob Janas                          | Joey Adams                                                               |
| 147a         | 43a           | Dorlock Vice, Teil 1                           | Dorlock Vice, Part 1                       | 30. Jan. 2020            | 5. Juni 2019                      | Daffy Duck, Schweinchen Dick, The Crusher, Hubie, Minnesota, Hans Hamster, The Hamsters | Ian Wasseluk  | Kevin Fleming & Rob Janas                                         | David Shair                                                              |
| 147b         | 43b           | Dorlock Vice, Teil 2                           | Dorlock Vice, Part 2                       | 30. Jan. 2020            | 5. Juni 2019                      | Daffy Duck, Schweinchen Dick, Minnesota, Hans Hamster, The Hamsters, Horace | Ian Wasseluk  | Kevin Fleming & Rob Janas                                         | Nick Leysens                                                             |
| 148a         | 44a           | Armageddon – Nichts wie weg, Teil 1            | Armageddon Outta Here, Part 1              | 30. Jan. 2020            | 6. Juni 2019                      | Bugs Bunny, Squeaks, Schweinchen Dick, Bigfoot, Gabby Goat, Shelley, Asteroid, Wile E. Coyote | Erik Knutson  | Matthew Craig, Kevin Fleming & Rob Janas                          | Aaron Chen                                                               |
| 148b         | 44b           | Armageddon – Nichts wie weg, Teil 2            | Armageddon Outta Here, Part 2              | 30. Jan. 2020            | 6. Juni 2019                      | Bugs Bunny, Squeaks, Schweinchen Dick, Bigfoot, Gabby Goat, Asteroid, Wile E. Coyote, Axl Rose | Erik Knutson  | Matthew Craig, Kevin Fleming & Rob Janas                          | Andrew Dickman                                                           |
| 149a         | 45a           | Vertretungslehrer Mister Pig                   | Substitute Porky                           | 30. Jan. 2020            | 7. Juni 2019                      | Daffy Duck, Schweinchen Dick, Elliot Sampson | Sean Petrilak | Kevin Fleming & Rob Janas Idee: Jeff Prezenkowski                 | Rich Arons                                                               |
| 149b         | 45b           | Viktor, der Wahrsager                          | Viktor the Psychic                         | 30. Jan. 2020            | 7. Juni 2019                      | Bugs Bunny, Squeaks, Viktor, Cecil Turtle, Pete Puma, Grizzlybär, Johnny Grambus | Sean Petrilak | Matthew Craig Idee: Katie Nahnsen                                 | Dave Kupczyk                                                             |
| 150a         | 46a           | Formel Eins Häschen                            | Formula One Bunny                          | 30. Jan. 2020            | 8. Juni 2019                      | Bugs Bunny, Cecil Turtle, Elliot Sampson | Sean Petrilak | Kevin Fleming & Rob Janas Idee: Frank Caeti                       | Alec Megibben                                                            |
| 150b         | 46b           | Daffy geht nach Hollywood                      | Daffy Goes to Hollywood                    | 30. Jan. 2020            | 8. Juni 2019                      | Daffy Duck, Elmer Fudd | Ian Wasseluk  | Matthew Craig Idee: Rebecca Sage Allen                            | Joey Adams                                                               |
| 151a         | 47a           | Eine Ente im Waschsalon                        | A Duck in the Laundromat                   | 30. Jan. 2020            | 9. Juni 2019                      | Daffy Duck, Foghorn Leghorn, Trey Hugger | Erik Knutson  | Matthew Craig, Kevin Fleming & Rob Janas Idee: Robert Dassie      | David Shair                                                              |
| 151b         | 47b           | Primo Bugserino                                | Primo Bugs-erino                           | 30. Jan. 2020            | 9. Juni 2019                      | Bugs Bunny, Leslie, Grizzlybär | Erik Knutson  | Kevin Fleming & Rob Janas                                         | Nick Leysens                                                             |
| 152a         | 48a           | Die dämlichen Sechs, Teil 1                    | The Silly Six, Part 1                      | 30. Jan. 2020            | 10. Juni 2019                     | Bugs Bunny, Yosemite Sam, Elmer Fudd, Blacque Jacque Shellacque, The Martin Brothers, Grizzlybär | Sean Petrilak | Matthew Craig, Kevin Fleming & Rob Janas                          | Aaron Chen                                                               |
| 152b         | 48b           | Die dämlichen Sechs, Teil 2                    | The Silly Six, Part 2                      | 30. Jan. 2020            | 10. Juni 2019                     | Bugs Bunny, Yosemite Sam, Elmer Fudd, Blacque Jacque Shellacque, The Martin Brothers | Sean Petrilak | Matthew Craig, Kevin Fleming & Rob Janas                          | Andrew Dickman                                                           |
| 153a         | 49a           | Marvins Weltherrschaftsgedanke                 | Out of Towner Alien Encounter              | 30. Jan. 2020            | 11. Juni 2019                     | Bugs Bunny, Marvin der Marsmensch, Red Omaha, Rhoda Roundhouse | Ian Wasseluk  | Matthew Craig, Kevin Fleming & Rob Janas                          | Rich Arons                                                               |
| 153b         | 49b           | Auf Unterwassermission                         | Down Horace-Scope                          | 30. Jan. 2020            | 11. Juni 2019                     | Schweinchen Dick, Elliot Sampson, Horace, Blacque Jacque Shellacque | Ian Wasseluk  | Kevin Fleming & Rob Janas                                         | Dave Kupczyk                                                             |
| 154a         | 50a           | Die umwerfende Millicent                       | The Magnificent Millicent                  | 30. Jan. 2020            | 12. Juni 2019                     | Bugs Bunny, Squeaks, Millicent Hoppovich | Joey Adams    | Kevin Fleming & Rob Janas                                         | Joey Adams                                                               |
| 154b         | 50b           | Falsche Besatzung                              | The Wrong Stuff                            | 30. Jan. 2020            | 12. Juni 2019                     | Daffy Duck, The Martin Brothers, Elliot Sampson, Grizzlybär, Marvin der Marsmensch | Joey Adams    | Matthew Craig, Kevin Fleming & Rob Janas                          | Alec Megibben                                                            |
| 155a         | 51a           | Undercover Bugs, Teil 1                        | Undercover Bunny Part 1                    | 30. Jan. 2020            | 13. Juni 2019                     | Bugs Bunny, Daffy Duck, Schweinchen Dick, Foxy Foxworth, Pepé le Pew, Claudette Dupri | Sean Petrilak | Matthew Craig, Kevin Fleming & Rob Janas                          | David Shair                                                              |
| 155b         | 51b           | Undercover Bugs, Teil 2                        | Undercover Bunny Part 2                    | 30. Jan. 2020            | 13. Juni 2019                     | Bugs Bunny, Foxy Foxworth, Pepé le Pew, Claudette Dupri | Sean Petrilak | Matthew Craig, Kevin Fleming & Rob Janas                          | Nick Leysens                                                             |
| 156a         | 52a           | Burrito-Montag, Teil 1                         | The Legend of Burrito Monday Part 1        | 30. Jan. 2020            | 14. Juni 2019                     | Bugs Bunny, Elmer Fudd, Yosemite Sam, Schweinchen Dick, Asteroid, The Martin Brothers, Justin, Phoebe, Horace | Ian Wasseluk  | Matthew Craig, Kevin Fleming & Rob Janas                          | Aaron Chen                                                               |
| 156b         | 52b           | Burrito-Montag, Teil 2                         | The Legend of Burrito Monday Part 2        | 30. Jan. 2020            | 14. Juni 2019                     | Bugs Bunny, Elmer Fudd, Daffy Duck, Asteroid, The Martin Brothers, Justin, Phoebe, Bigfoot, Squeaks, Gabby Goat, Sean Astin, Marvin der Marsmensch, Sir Littlechin, Cecil Turtle, Leslie, Elliot Sampson, Sylvester, Claude Cat, Pete Puma | Ian Wasseluk  | Matthew Craig, Kevin Fleming & Rob Janas                          | Andrew Dickman                                                           |